# ابومسلم خراسانی
بهزادان پور ونداد هرمزد ملقب به اَبومُسْلِمِ خُراسانی (۷۱۸–۷۵۵ میلادی) فرمانده نظامی ایرانی و رهبر جنبش سیاه‌جامگان در خراسان بود که توانست با براندازی حکومت بنی امیه، حکومت بنی عباس را پایه‌گذاری کند. نام اصلی او بهزادان پور وندیداد یا ونداد (پسر ونداد) بود که به توصیه ابراهیم امام، یکی از بزرگان بنی عباس، به عبدالرحمن تغییر نام داد و با حکم وی رهسپار خراسان شد تا رهبری جنبش ضد اموی در این منطقه را بر عهده بگیرد. وی پس از پیروزی بر حاکم خراسان و تسخیر مرو، سپاهی را روانه عراق نمود و توانست در سال ۱۳۲ هجری قمری، مروان، آخرین خلیفه اموی را شکست دهد. با بر تخت نشستن ابوالعباس عبدالله سفاح به عنوان اولین خلیفه عباسی، امارت خراسان به ابومسلم سپرده شد. اما قدرت و نفوذ وی برای خلیفه و اطرافیان او نگران‌کننده بود. سرانجام، ابومسلم در سال ۱۳۳ ه‍.خ (۱۳۷ ه‍.ق)، به نحو توطئه‌آمیزی به دستور منصور، دومین خلیفه عباسی به قتل رسید.
دیدگاه‌ها دربارهٔ هدف نهایی ابومسلم در انقلاب عباسی متفاوت است. برخی ادعا می‌کنند که او آرزو داشت یک حکومت ملی  ایرانی برقرار سازد و اینکه او با ملبس کردن خود به لباس طغیان دینی، با بنی‌امیه جنگید تا به این ترتیب خلافت را در دست گیرد. برخی دیگر انگیزه او را کاملاً مذهبی و خالی از فحواهای قومی می‌دانند. می‌توان این‌گونه گفت که او خیلی ساده می‌خواسته بنی‌امیه را نابود کند و اینکه جنبه‌های اجتماعی و سیاسی انقلاب او پررنگ‌تر از جنبه‌های مذهبی بودند؛ شاید او در نهایت تبدیل به دشمن عباسیان نیز می‌شده است. در هر صورت، شورش او زنده‌کنندهٔ فرهنگ ایرانی بود که این فرهنگ برای مدت زیادی بر دولت خلیفه چیره بود. شورش او همچنین سرآغاز برخاستن سلسله‌های محلی ایرانی بود. کشته شدن ابومسلم، سرآغاز قیام‌ها و شورش‌های متعددی شد که به خون‌خواهی او شکل گرفت و برخی از آنها سال‌های سال، خلفای عباسی را به خود مشغول نموده بود.
برخی اسلام‌شناسان معتقدند که زندگی ابومسلم خراسانی در تهیهٔ سیره‌های نبوی (زندگینامهٔ محمد، پیامبر اسلام) به عنوان الگوی اولیه استفاده شده است. به خصوص به شباهت جنگ‌های ابومسلم، پیروانش و دخترش فاطمه (منظور، دختر ابومسلم است) با سرگذشت محمد اشاره شده است.

## زمینهٔ تاریخی

### جغرافیای تاریخی خراسان
اگرچه مرزهای سیاسی خراسان در طول تاریخ دچار تغییرات فراوانی شده ولی به‌طور کلی می‌توان گفت این سرزمین از کرانه‌های جنوب شرقی دریای مازندران تا بلندی‌های پامیر و هندوکش گسترده است. همچنین مردم عراق در قرون وسطی، گسترهٔ آن را از حلوان یا ری به سمت شرق ذکر کرده‌اند. در واقع خراسان شامل سرزمین جنوب دریای آرال و نواحی آن سوی جیحون و بخشی از فلات ایران می‌شد. خراسان در دوران ساسانیان یکی از چهار استان کشور به‌شمار می‌رفت و حتی شهرهای جدیدی نیز در این استان توسط ساسانیان ایجاد شد که نیشابور و مروالرود از جمله این شهرها بودند. دربارهٔ اوضاع خراسان در دوران حملات اعراب اطلاعات زیادی در دسترس نیست اما منابع پهلوی که از دوران عباسیان به جا مانده، از دوازده پایتخت در خراسان یاد کرده‌اند: سمرقند و نوارک که شهری در خوارزم بود؛ مروالرود، مرو، هرات، پوشنگ، طوس، نیشابور، قائن، جرجان و قومس.

### شرایط سیاسی و اجتماعی در اواخر دوران اموی
پس از درگذشت ولید در سال ۷۱۵ م، سه خلیفه به قدرت رسیدند که دوران حکومت کوتاهی داشتند: سلیمان، برادر ولید (۷۱۷–۷۱۵ م)، عمر بن عبدالعزیز مشهور به عمر دوم، پسرعموی ولید (۷۲۰–۷۱۷ م) و یزید دوم، پسر عبدالملک (۷۲۴–۷۲۰ م). در نهایت آخرین پسر عبدالملک، هشام به خلافت رسید که دوره خلافتش نیز طولانی بود. در دوران هشام، اتفاقات زیادی رخ داد که می‌توان به شکست عرب‌ها از شارل مارتل (مشهور به نبرد پواتیه) و شورش‌های پی در پی بربرها اشاره کرد. در وهله اول یکی از مشکلات امویان در دوران حکومتشان، اعتراضات پی در پی اشراف قبایل عرب بود که به شکل‌های مختلف رخ داد، از جمله قیام‌هایی مانند: زبیر، ابن اشعث و یزید بن مهلب و… که موجب تعصبات قبیله ای و قدرت طلبی شد؛ بعضی از این قیام‌ها محل پیدایش شان ایران بود. از نظر جرالد هاوتینگ، اصلی‌ترین رویداد در زمان خلافت هشام، درسرزمین‌های شرقی خراسان رخ داد. حوزهٔ مورد نظر از دو سرزمین تشکیل شده بود: ایالت تخارستان به سمت جنوب و مرکز بلخ و شمال ماوراءالنهر که پایتخت آن سمرقند بود. این سرزمین‌ها به دلیل دور بودن از قلمرو خلافت اموی، هنوز تا حدی استقلال خود را حفظ کرده بودند. با این حال عمدهٔ مشکلاتی که در این دوره برای اعراب رخ داد، از چند رخداد نشأت می‌گرفت: ۱- قبیله‌هایی ترک از ترگش‌ها به فرماندهی سولو سربرآوردند که با پشتیبانی چینی‌ها، پادشاهی خود را تأسیس کردند و حاکمان محلی ماوراءالنهر از این حکومت تازه تأسیس برای مقابله با اعراب بهره بردند.
۲- اعراب مایل به اسلامی شدن ولایات نبودند، زیرا با اسلامی شدن ولایات، مالیات‌ها متوقف می‌شد؛ بنابراین راضی به متوقف شدن مالیات‌ها نبودند. ادامهٔ این وضعیت موجب نارضایتی و بلوای حاکمان محلی شده و مسلمانان مخالف امویان را تحریک کرد تا طرفدارانی پیدا کنند و جنبش‌هایی را علیه امویان شکل دهند.
جنگ‌های امویان در شام بعد از درگذشت هشام به سمت خراسان سوق پیدا کرد، زیرا در دوره هشام بیشتر توجه به سمت آفریقا و اسپانیا بود و همین موضوع اعتراض خراسانیان را به‌وجود آورده بود. پس از هشام تا دوره مروان، سلسله آشفتگی‌هایی در قلمرو امویان رخ داد و شورش‌های متعددی به وجود آمد که خلفا سعی در کنترل این شورش‌ها داشتند.
مروان تمام دشمنانش را سرکوب کرد تا زمانی که با ابومسلم در شرق مواجه شد؛ به این ترتیب به مرور حکومت اموی در خراسان رو به نابودی رفت.

### فرقه‌های ضد اموی
جنبش هاشمیه: اطلاعات زیادی دربارهٔ خراسان در اواخر دوران اموی در دست نیست ولی این گونه به نظر می‌رسد که در این دوره، مسلمانان رعیت خراسانی زیادی بودند که که معترض به حکومت بودند و به همین دلیل، هاشمیه اولین فرقه ای بود که توانست از میان این مردم یارگیری کند. حتی خود عباسیان نیز به جانشینی محمد بن علی، پسر ابوهاشم باور داشتند و بدین ترتیب توانستند برای خود طرفدارانی را جمع کنند. در نهایت نهضتی که عباسیان را به خلافت رساند، هاشمیه نام گرفت. دیدگاهی وجود دارد که هاشمیه را همان طایفهٔ بنی هاشم بن عبد مناف می‌داند و دلیل اصلی این دیدگاه برای بیان این مطلب، این است که قبل از جنبش سیاه جامگان، شاخه‌های علوی و عباسی از بنی هاشم که مدعی جانشینی محمد بودند، هاشمی بودن را یک اصل مهم قرار دادند که به اقدامات سیاسی آنان مشروعیت می‌داد؛ در رقابت میان این دو شاخه، در نهایت عباسیان پیروز شدند. طبق عقیدهٔ کرون، ابوهاشم فردی کم‌اهمیت در میان علویان بود که عباسیان نقش وی را پررنگ کردند.
مراحل آغازین دعوت هاشمیه به خوبی مشخص نیست. در زمان مرگ ابوهاشم مرکز اصلی این نهضت، کوفه بود ولی هیئت‌های اعزامی هاشمیه، از این شهر به خراسان می‌رفتند تا تبلیغ کنند. خداش نیز از دیگر افرادی بود که به نفع این نهضت، در خراسان تبلیغ می‌کرد و طرفداران زیادی هم برای خودش جمع کرد که البته بنابر برخی شواهد موجود، احتمال این موضوع هست که او خود را از طرفداران علویان می‌دانست.
نظریهٔ دیگری نیز وجود دارد که ریشهٔ جنبش‌های ضد اموی در این دوره را به کیسانیه نسبت داده و نام هاشمیه را برگرفته از نام ابوهاشم عبدالله بن محمد بن علی می‌داند به نظر روح‌الله بهرامی، گزارش‌های تاریخی به نقش تبار هاشم بن عبدمناف به عنوان اصل مشروعیت بخش به خلافت عباسیان اشاره دارند.

### عوامل انقراض امویان
دو عامل می‌توان نام برد که در انقراض امویان و برآمدن عباسیان نقش ایفا کردند: نخست شورش‌های خوارج بود که مناطق وسیعی از جمله عراق، حجاز، ارمنستان و آذربایجان را دربر گرفت و این موضوع دغدغه زیادی برای امویان ایجاد کرده بود و بعد از شکست امویان برخی از این خوارج به تبلیغات عباسی پیوسته و کمک کردند.
دومین عامل جنبش عبدالله بن معاویه از نوادگان جعفر بن ابی طالب در شهر کوفه بود. او در رویارویی با سپاه اموی شکست خورد و به ایران عقب‌نشینی کرد و نواحی فارس، کرمان، ری، قم و اصفهان را تصرف کرد و ارتباط این مناطق را با امویان قطع کرد، سکه به نام خود به عنوان خلیفه ضرب کرد. گروهی در پی غلبه بر امویان نیز زیر پرچم عبدالله با یکدیگر هم پیمان شدند و حتی گروهی از خوارج و بزرگان اموی و حتی سفاح و منصور نیز به او پیوستند اما در نهایت در مقابل امویان از سپاه اموی به فرماندهی عامر بن ضباره شکست خورد و به سوی ابومسلم در خراسان گریخت و در نهایت به دست ابومسلم کشته شد. اما این قیام برای عباسیان عامل تأثیر گذاری بود.

## تبار و نسب ابومسلم
پدر ابومسلم در بسیاری از منابع، به‌عنوان یکی از موالی نامیده می‌شد؛ برخی معتقدند پدر او از یمن، قبیله مذحج بوده؛ مجموعه ای از روایات نیز ابومسلم را از خاندان اعراب می‌دانند، اما اینکه ابومسلم تعصبی نسبت به نسب نداشته، احتمال اینکه او عرب باشد را کم می‌کند، در برخی روایات آمده که ابومسلم خود را به خاندان بنی مراد نسبت داده بود، در روایات دیگر نیز، ابومسلم خود را به نسل سلیط بن عبدالله نسبت داده است. سلیط بن عبدالله کسی است که همراه علی بن عبدالله بن عباس، جد عباسیان به شام رفت و در آنجا خود را فرزند علی بن عبدالله بن عباس نامید؛ اما در درستی این روایت تردیداست، چرا که هیچ‌یک از نسب شناسان فرزندی را به سلیط نسبت نداده‌اند. چیزی که در اکثر روایات یاد می‌شود، این است که پدر ابومسلم مولای آل معقل و مادرش کنیز بوده است و ابومسلم در خانه ادریس بن معقل و عیسی بن معقل در اصفهان به دنیا آمد تا زمانی که به داعیان عباسی پیوست، غلام این خاندان بود. این روایت، به‌عنوان دلیل اصفهانی بودن ابومسلم، توسط بسیاری مورد تأیید واقع شده است، زیرا محمد بن احمد مقدسی معتقد است رایج‌ترین کنیه در اصفهان، ابومسلم بوده است.
او احتمالاً در سال ۱۰۰–۱۰۱ هجری قمری یا ۱۰۵–۱۰۹ در شهر مرو یا در نزدیکی اصفهان متولد شده باشد. مورخان دربارهٔ خاستگاه و نام او اتفاق نظر نداشته و برخی او را از نسل گودرز یا وزیر بزرگمهر و به عنوان ابراهیم اورا خطاب می‌کنند همچنین طبق سکه ای که از او باقی مانده نام او عبدالرحمن مسلم است.
در منبع دیگری به نویسندگی احمدرضا خضری، بر این عقیده است که ابومسلم زاده اصفهان است ولی در کوفه رشد کرد و بعد در زندان امویان با داعیان عباسی آشنا شد و به این دعوت پیوست و سپس توسط ابراهیم نامش به عبدالرحمن و کنیه اش به ابومسلم تغییر یافت.
روایتهای دیگری نیز دربارهٔ تبار ابومسلم وجود دارد که به دو گروه تقسیم می‌شوند و هریک این موضوع را به شکلی متفاوت نقل می‌کنند: اول اینکه او به احتمال، مردی آزاد از تبار بزرگان بود و گروهی نیز او را از تبار بندگان یا پایین دستان می‌دانند؛ اما بیشتر از او به عنوان یک مرد آزاد به نام ابراهیم بن عثمان بن یاسار بن شدوس بن جودرن که از نسل بزرگمهر، پسر بختگان، وزیر بلند نام ساسانیان است، یاد می‌کنند که پدرش اهل محوان بود وکارش بازرگانی در کوفه بود؛ اما به دلیل اینکه خراجش عقب افتاد، فرار کرد و به آذربایجان رفت. او و همسر باردارش در نهایت در اصفهان مستقر شدند و پدر ابومسلم با فردی به نام عیسی بن معقل بن عمیر العجلی دوست شد و بعد از مرگ پدر ابومسلم، عیسی بن معقل، سرپرستی ابومسلم و مادرش را بر عهده گرفت. برخی نیز ابومسلم را از نسل گودرز می‌دانند که این موضوع بیشتر حالت داستان‌های پهلوانی و افسانه ای دارد؛ یا اینکه گفته می‌شود او از نسل ساسانیان و زاده واسیکه و بنداد (ونداد) هرمز بوده که در خدمت (وکیل) بنوعجعل بوده است. برخی نیز این روایت را اینگونه توصیف می‌کنند که عثمان بن یاسار، همسر آبستن خود را به عیسی بن معقل فروخت. روایت دیگر اینکه اورا بهزادان پسر وندال هرمز می‌دانند و گاهی نیز اورا به دلیل همکاری با عباسیان با نسل علی پیوند می‌دهنددر منبع دیگری نیز ذکر شده است که در اینکه ابومسلم فردی ایرانی بود، جای بحث نیست؛ اما کمتر نشانه ای هم از تمایلات ملی برای مبارزه با امویان دیده نمی‌شود.
در مورد زادگاه ابومسلم نیز معتقد است پدر ابومسلم اهل دهستان فریدن اصفهان از قریه سنجرد یا دهکده ماخوان بوده در سه فرسنگی مرو گاهی منابع او را ترک یا عرب هم می‌دانند. تاریخ تولد او نیز به‌طور دقیق مشخص نیست اما بین سالهای ۱۰۰تا۱۰۹ تخمین زده شده.

## القاب ابومسلم
این روایت وجود دارد که یقیناً اسم ابومسلم را ابراهیم به او داده بوده و نام اصلی او ابراهیم بن عثمان بوده همان‌طور که نام ایرانی بهزادان پسر ونداد هرمز نیز روی او گذاشته‌اند.
اما بیشتر منابع می‌گویند ابومسلم نام خانوادگی خود را از امام عباسی دریافت کرد و هنگامی که به دعوت عباسی پیوست، مسئولیت رهبری خراسان را بر عهده گرفت؛ همچنین منابع اتفاق نظر دارند که ابومسلم در کوفه پرورش یافت، شهری که مرکز نا آرامی‌ها و تبعیض‌ها بود.
روایت‌های دیگر نیز می‌گویند که نام او در اصل ابراهیم بوده و او پسر حیکان، از روستایی به اسم بنومعقل در نزدیکی اصفهان و مادرش کنیز و پدرش هم از روستاییان همان مناطق بوده است. دینوری نیز در این باره می‌گوید که ابومسلم از کنیزی بود، از عمیر بن بطین العجلی که به عیسی بن معقل فروخته شد و حتی در خانه او به دنیا آمد. التون دانیل بر این عقیده است که دلیل این روایتهای ناهمگون دربارهٔ تبار ابومسلم، به دلیل نحوهٔ پیوستن او به دعوت است. به‌علاوه در کتاب فراز و فرود عباسیان نیز آمده است که این بی‌نام و نشان بودن ابومسلم به دلیل این بود که او کارگزار عباسیان بود.
اسم و کنیه او ابواسحاق ابراهیم بن حیکان بود و برخی می‌گویند نام پدرش نیز عثمان بود. در برخی منابع آمده است که زمانی که ابومسلم به محضر ابراهیم رفت، بنا به صلاحدید او، ابومسلم نامیده شده و نامش به نام عبدالرحمن بن مسلم تغییر پیدا کرد؛ این تغییر نام کنیه، پدیده ای بی‌سابقه نبوده است.
مفتخری نیز معتقد است که نام و کنیه ابومسلم در نخست ابواسحاق ابراهیم بن حیکان بوده اما روایاتی او را بهزادان بن بنداد هرمز می‌خواندند ابراهیم در صورت لزوم نام اورا به عبد الرحمن بن ابومسلم تغییر داد.

## پیشینه ابومسلم
پیشینه و گذشته ابومسلم پر از ابهام است. از نظر هواداران اموی، ابومسلم خراسانی، یک زین ساز در خراسان بود که بندگان را به کشتن صاحبان خویش برمی‌انگیخت. ابومسلم فردی از منطقه هرات یا پوشنج بود که در ماجرای دعوت عباسیان به ابراهیم پیوست و پس از دوسال، از طرف ابراهیم مأموریت یافت و به خراسان رفت. در روایات دیگری نیز ذکر شده که ابومسلم مردی از دهقانان اصفهان بود و در پی نقبای عباسی، او نیز به یکی از نقیبان تبدیل شد؛ اما این موضوع نیز آشکار است که ابومسلم خود را با خراسانیان پیوند می‌داد.
به نظر می‌رسد که از ابتدا تا پایان زندگی ابومسلم زیر بار غبار ابهامات قرار دارد.ابومسلم عبدالرحمان بن مسلم خراسانی به عنوان نماینده برای رهبری شورش برگزیده شد. از نظر التون دانیل تبار و ریشهٔ ابومسلم، به دلیل اینکه پیشینهٔ او با این دعوت همدست شد، مهم است و او به عنوان یکی از رهبران هواداران خراسان به این دعوت وارد شد. گزارش شده که بین سال‌های ۱۲۷ه‍.ق (۷۴۴م) تا ۱۲۹ه‍.ق (۷۴۷م) ابراهیم ابومسلم را به خراسان فرستاده بود، پس می‌توان نتیجه گرفت که قبل از انتصاب ابومسلم به رهبری، مقدمات این جنبش‌ها، از رفت و آمدهای قبلی ابومسلم، نشأت گرفته بود؛ اما برخی از خراسانیان نیز این مطلب را قبول نداشتند و بر این عقیده بودند که ابراهیم باید یکی رااز خاندان خود برای دعوت می‌فرستاد؛ تا حدی که طبری می‌گوید که ابومسلم در سال ۱۲۸ ه‍.ق از خراسان به سوی ابراهیم برگشت تا او را از این مسئله آگاه سازد که مردم خراسان، به دلیل اینکه ابومسلم رهبر این دعوت است، فرمانبری نمی‌کنند.

## خاندان عباسی
عباسیان دعوت خود را از حدود سال ۱۰۰ ه‍.ق آغاز کردند و پس از ۳۰ سال فعالیت در سال ۱۳۲ه‍.ق بر اریکه قدرت تکیه زدند عباسیان که از نسل عباس بن عبدالمطلب، عموی پیامبر و یکی از طوایف بزرگ قریش در مکه بودند و از خانواده‌های ثروتمند هاشمی محسوب می‌شدند؛ در این زمان، یکی از بزرگان عباسی به نام محمد بن علی مدعی خلافت شد و خراسانیان نیز که از این اوضاع ناخشنود و به دنبال رهبر جدید بودند، در پی عباسیان برآمدند و همچنین برخی نیز بر این عقیده اند که ابوهاشم وارث محمد حنفیه برای خلافت بود. امامت از ابوحنیفه به پسرش ابوهاشم رسید و ابوهاشم برای رسیدن به این قدرت، اقداماتی در عراق انجام داد تا اینکه در سال ۹۸ه‍.ق به دست مأموران حکومت و عاملان سلیمان بن عبد الملک مسموم و کشته شد. مسئولیت این دعوت به محمد بن علی عباسی واگذار شد و او در هدف گرفتن خلافت، به‌ناچار برای اینکه افکار عمومی بپذیرد، از داعیان خواست که اسم از فردی در تبلیغات برده نشود.

### مراکز دعوت
در وهله اول پایگاه این تبلیغات در حمیمه قرار گرفت و دیگر نقبا به محل‌های دیگری مانند خراسان فرستاده شدند. (در کتاب فرازو فرود عباسیان آمده که پایه‌ریزی دولت عباسیان دستاورد پیچیده و زیر زمینی که از آغاز سده دوم هجری به رهبری محمد بن علی عباسی کار خود را آغاز کرد و به ترتیب از مراکزی در شام و عراق و خراسان رهبری می‌شد. محمد بن علی، شهر حمیمه را به عنوان مرکز تبلیغات خود انتخاب کرد که این شهر بر سر مسیرهای تجاری بود و شعار این داعیان دعوت، الرضا من آل محمد بود و این شعار، در پیروزی عباسیان تأثیر بسزایی داشت. سپس محمد بن علی از مبلغان خواست تا در خراسان متمرکز شوند که در وضعیتی بحرانی قرار داشت، همچنین خراسان محل خوبی برای جذب سرباز بود. گفته می‌شود که شهر حمیمه به این دلیل به مرکز خلافت انتخاب شد که بر سر راه حج بود. شاید یکی از دلایل انتخاب شهر خراسان برای این تبلیغات، کوفه با اینکه مرکز مخالفت با امویان بود اما در زمان حضور بکیر بن ماهان و میسره النبال با تمام تلاش آنها در طی مدت زیادی تنها سی و دو تن به این دعوت پیوستند و عباسیان در پی شهری با پیروان بیشتر نظرشان به خراسان جلب شد. خود امامان عباسی در حمیمه استقرار داشتند اما از دور به خراسان توجه زیادی می‌کردند. در زمان استقرار امامن عباسی در حمیمه دیگر داعیان را به بخش‌های مختلف دیگر فرستادند تا مردم را به‌طور آشکار و نهان به این نهضت دعوت کنند. همان‌طور که در منابع گفته شده است محمد ین علی این شهر را با آگاهی انتخاب کرد؛ حمیمه شهری دور افتاده بین حجاز و شام بود از این رو که این دو شهر مرکز دوستداران علویان بود و همین‌طور شهری زیر نفوذ و قدرت خلافت اموی بود و فعالیت در آن سخت بود.

### دلایل انتخاب این مراکز
از طرف دیگر خراسانیان هم افرادی بودند که آمادهٔ جنبش بودند و به دنبال رهبری شایسته و با کفایت می‌گشتند؛ در نهایت اهالی خراسان با دیدن محمد بن علی به او پیوستند
و خلافت را حق عباسیان دانستند امام عباسی، کوفه را که شهر معروفی در دوستی با اهل بیت بود، به عنوان نقطه اتصالی بین حمیمه و مرو برگزید و از مبلغان خود خواست برای اینکه امویان بیشتر شک نکنند، به کار تجارت بپردازند؛ بدین ترتیب موقعیت خوبی برای مبلغان عباسی فراهم شد. حمیمه روستایی گمنام بود که موقعیت اتصالی بین شرق و غرب جهان اسلام را ایفا می‌کرد و یکی از راه‌ها مسیرهای تجاری برای کاروان‌ها بود و پناهگاه امنی برای افراد ایجاد کرده بود. محمد بن علی این موضوع را در ک کرده بود که مدینه محل طرفداران عمر و ابوبکر است، بصره محل طرفداران عثمان و کوفه هواداران علویان بود اما از طرفی وجود موالی و نو مسلمانان در مناطق دور از قدرت امویان کانون دعوت عباسیان قرار گرفت.همچنین هواداران این نهضت بیشتر از مردم طبقه پایین بودند که دربارهٔ وضعیت اقتصادی و اجتماعی خود معترض بودند. در این میان اهل ذمه بیشترین درصد ساکنان خراسان را تشکیل می‌داد. علاوه بر طبقه فرو دست بعضی از افراد فرادست مانند طبقه حکام مناطق با وجود اینکه بر اساس منافعشان به امویان وابسته بودند اما به دلیل حقارتی که از جانب آنها متحمل می‌شدند بعضی به این نهضت جواب مثبت دادند؛ همچنین گروه‌هایی نیز از علویان و خوارج نیز به دلیل تغییر این اوضاع و مقابله با امویان به این نهضت پیوستند.

### عوامل روی کار آمدن عباسیان
سرکرده این نهضت در کوفه، به وزیر آل محمد ملقب شد و ابومسلم نیز به عنوان سرکردهٔ قیام خراسان، امین المحمد نام گرفت و مورخان اروپایی نهضت عباسی را یک قیامی که توسط غیر عرب بر حاکمیت اعراب رخ داد، توصیف می‌کنند. ابومسلم که در سال ۱۲۷ق به این دعوت پیوست و به رهبری خراسان برگزیده شد در وهله اول سلیمان بن کثیر و یاران او به ابومسلم مخالفت کردن در پی این موضوع ابراهیم ابومسلم را به رهبری تبلیغات این نهضت در خراسان، سیستان، کرمان، قومس، جرجان، ری و ابوسلمه به رهبری عراق و جزیره شام برگزید.
شعار معروف الرضا من آل محمد بیانگر اندیشه ایدئولوژی جنبش سیاه جامگان پیش از رسیدن به قدرت بود و جنبش سیاه جامگان با این هدف به پیروزی دست یافت که قرار است فردی از خاندان پیامبر خلافت را به دست بگیرد و مسلمانان او را به عنوان پیشوا قرار دهند. از نظر غیر مسلمانان خراسان سیاه جامگان تأثیر فراوانی در رده هواداران عباسیان داشتند. سیر دعوت عباسیان به اینگونه بود که خود را از خانواده علی جلوه می‌دادند تا علویان را به خود جذب کنند؛ اصول کار عباسیان بر نظارت دقیق در فعالیت اعضا و هواداران، حفظ اسرار نهضت و استفاده از روش‌های مسالمت آمیز مبتنی بود.

## داعیان عباسی
در جهت دعوت عباسی، گروهی برای این انقلاب تشکیل شد؛ البته با تدارکات و زمینه چینی‌هایی که بعدها در جنبش‌های دیگر ازجمله فاطمیان و قرمطیان تأثیر گذاشت. اصل این تشکیلات بر پایه مخفی کاری بنا شده بود. این دعوت مخفیانه که در اطراف اهالی یکی از امامان شیعه برگزار شد، با همکاری گروهی از داعیان یا مبلغان با حرکت‌های مخفیانه صورت گرفت و این نهضت که باعث به خلافت رسیدن عباسیان شد، نهضت هاشمیه نام گرفت و طرفداران هاشمی معتقد بودند که از طرف یک علوی مأمور شدند.
نهضتی که در این زمان گسترده شد، به خراسان و مرو محمدود نمی‌شد و گروهی در راس این نهضت به نام نقبای دوازده‌گانه و هفتاد دعات قرار داشتند. ابومسلم که به این دعوت پیوست، با اجداد خود جنگید و هویت خراسانی پیدا کرد و بعداً از طرف ابراهیم، لقب مولی را دریافت کرد. در همین زمان، ابراهیم، ابومسلم را در زمانی که نصربن سیار متصدی حکومت بود، به خراسان فرستاد.
از جمله نقبایی که در این نهضت بودند: ابورباه میسره البنال (از موالی ازد)، محمدبن خنیس (از موالی حمدان)، ابو بسطام مصلقه الطحان (از موالی حارث بن کعب) و حیان العطار؛ البته در منابع ذکر شده که ابن بجیر به محمد ین علی، بکیر بن ماهان (که پدرش نیز از موالی مسلیه بود) و ابوسلمه حفص بن سلیمان (موالی مسلیه) نیز بودند. در کتاب تاریخ جامع ایران نیز آمده که نخستین گروه داعیان، از موالیان کوفه بودند که ریاست این گروه با ابوریاح میسره نبال بود، اما بعد از مرگ او بکیر بن ماهان جانشین او در کوفه شد.
بنا بر روایت‌های تاریخی، بعد از ابوهاشم، امامت به محمد بن علی رسید و در این زمان داعیان کیسانی، از قبل در خراسان بودند و در مناطق مختلف فعالیت می‌کردند؛ اما آنان به‌طور پنهانی به عباسیان پیوستند و این روایت به این نکته اشاره می‌کند که عباسیان، خودشان این سازمان را پی ریزی نکردند؛ بلکه توانستند رهبری بخشی از این داعیان عباسی را به دست بگیرند. این داعیان کیسانی از از خراسان تا شام به‌طور یکپارچه به دعوتگران عباسی تبدیل شدند و دارای نقش معین و وظایف منظم بودند ولی این داعیان یا عرب و با گرایش‌های مختلف از جمله خرمی و.. به این وظایف عمل می‌کردند.
البته بیشتر این داعیان با افشا شدن نقششان به دست امویان گرفتار و کشته شدند. یکی از این افراد خداش بود که افکار خرمدینانه داشت و توسط خود عباسیان در ملأ عام اعدام شد و این موضوع شرایط را برای بکیر سخت کرد، زیرا او می‌بایست هواداران را در خراسان ار این افکار مصون نگاه می‌داشت. این گروه که به نقبا مشهور بودند، متشکل از دوازده نفر بودند که چهار نفر آنان ایرانی و سایرین آن‌ها، عرب بودند.

### ۱. بنی‌مسلیه
بیشتر داعیان کیسانی دعوت عباسی از طایفه بنی‌مسلیه بودند، افرادی همچون بکیر بن ماهان و ابوسلمه خلال که در خیزش سرنوشت ساز سیاه‌جامگان نیز نقش پر رنگی داشتند. بنی‌مسیله که از قبل در جنبش کیسانی شرکت داشتند واز هواداران مختار و محمدبن حنفیه بودند، همان‌طور که در «اخبار الدوله العباسیه» گفته شده، پدر او از یاران نزدیک مختار و محمد حنفیه بوده؛ او پس از مرگ ابوهاشم سراغ عباسیان رفت و با ورود به این شبکه دعوت در نهایت در اداره امور مستقل شد. همچنین بکیر بن ماهان در بیرون عراق به نفوذ زیادی دست یافت که باعث پیوند دعوتگران عباسی با شاخه‌های کیسانی در خراسان و برآمدن افرادی مانند ابومسلم شد.

### ۲. خداش
عماره بن یزید معروف به خداش که پس از مرگ ابو عکرمه ادعا کرد که داعی ادعاه خراسان است و کار دعوت را در دست گرفت. خداش داعی معروف که نقش چشمگیری در انگیزه‌های انقلابی، خرمی‌ها و هواداران پیامبر ایفا کرد خداش از پیروان فرزندان علی بود و فاطمه بودند و در اخبار الدوله العباسیه از خداش به عنوان خالدیه یاد کردند، که در دوره ابوجعفر فاطمیه نامیده شدند. ابوخالد در نیشابور بود و ابومسلم نیز در پی دست یافتن به او بود. هر چند کار خداش بالا گرفت و در نهایت امویان اورا دستگیر کردند و در ۱۱۸ه به قتل رساندند. در این وهله با آمدن خداش به خراسان، جریان پیوستن هواداران خراسانی به این نهضت از حالت آرام به سیل مبدل شد؛ خداش به تعلیمات قرآن و سنت و الرضا بی‌توجه بود و مردم نیز از او پیروی می‌کردند او که انجام فرایظ واجب دینی مانند نماز و روزه را نادیده گرفت و به این دلیل محمد بن علی نیز از او رو گردان شد. و بعضی از روایت‌ها نیز بر این مبنا است که خداش توسط پیروان علی بن محمد کشته شد ودیگر روایت این است که زمانی که اسد بن عبدالله این خبر را شنید، اورا بازداشت کرد. روایت دیگری نیز وجود دارد مبنی بر اینکه پیکر خداش در دروازه کابل به میخ کشیده شد. مرگ خداش باعث به وجود آمدن دو تفکر شد: یکی اینکه خداش نمرده است و خدا اورا در بهشت پنهان کرده است. دوم، فرقه ای که به تعلیم آموزه‌های او تا زمان ابومسلم پرداختند. این نیز گفته شده که خداش در ملأ عام اعدام شده

### ۳. سلیمان بن کثیر
سلیمان که جانشین خداش شد، خود گرایش‌های علوی داشت. او در خراسان به یکی از رهبران دعوتگران عباسی تبدیل شد. وی یکی از بازوهای سیاسی و عقیدتی عباسیان در خراسان بود به همره داعیان دیگر.

### ۴. بکیر بن ماهان
داعی بزرگ عباسی که در موضوع دعوت محمد بن علی را راهنمایی کرد که خراسان موقعیت خوبی برای این دعوت دارد، به این دلیل که مردم آن ناحیه دوستداران خاندان پیامبر اسلام هستند. او که در سال ۱۳۰ ق از ابراهیم دستور علنی کردن دعوت را دریافت کرد، در نهایت در گذشت و این وظیفه به داماد او ابوسلمه واگذار شد وی بازوی سیاسی - عقیدتی عباسیان در کوفه بود که بعد از او ابوسلمه خلال همدانی نقش ایفا کرد.

## وظایف داعیان
یکی از مهم‌ترین وظایف این داعیان این بود که مردم را به کتاب قرآن و سنت پیامبر اسلام و بیعت با فردی از خاندان پیامبر اسلام سوق دهند همچنین یکی از مهم‌ترین ویژگی این نهضت این بود که موالی با عنوان‌های مختلف تجاری یا اشتغال به حرفه ای خاص از جمله زین‌سازی، داروسازی و تیروکمان‌سازی به دعوت مخفیانه خود می‌پرداختند.
به داعیان عباسی در کوفه سفارش شده بود که با ابهام، تبلیغات خود را پیش ببرند و تنها به فردی از خاندان پیامبر اشاره کنند و با شعار «الرضا من آل محمد» پیش بروند که به معنی هر فردی از خاندان پیامبر بود. این جنبش‌ها در کوفه پیشرفت چندانی نداشت، تا جایی که بعد از دو سال، بیشتر از سی تن به این دعوت نپیوستند و عباسیان خواستند که این منافع را با خراسانیان شریک شوند. نکته قابل توجه اینجاست که در خراسان اعراب و ایرانیان از شیعیان حمایت می‌کردند. داعیان نخستین در خراسان شکل درست و ثابتی نداشتند؛ «مسیره» و «بکیر» در کوفه بودند و با نایب امام عباسی در خراسان دیدار می‌کردند. داعیان تحت سرپرستی ابوعکرمه زیادالمهدی، محمد بن خنیس و حیان بن عطار بودند که مردم را به این دعوت فرا می‌خواندند. زیر دست این دوازده نقیب، حدود پنجاه و هشت داعی قرار داشتند، برای مثال چهل تن برای مرو، هفت تن برای ابیورد، شش تن برای نسا، دونفر برای بلخ، یکی برای خوارزم و آمل و سی و شش دعاءالدعاة، برگزیده شده بودند که وظیفه شان نا مشخص است.

## هسته اولیه سیاه‌جامگان
فعالیت شیعیان و بنی هاشم در دهه‌های پایانی امویان منجر به جنبش سیاه‌جامگان در خراسان و کمک در روی کار آمدن عباسیان شد. جنبش سیاه جامگان در خراسان با طرفداران عرب و ایرانی خود خلافت اموی را نابود کرد. روایت شده است که سازمان سیاه‌جامگان برگرفته از سازمان دعوت کیسانی بوده که از چند دهه پیش در خراسان فعالیت می‌کردند. همچنین برخی اصول، عقاید و آموزه‌های خرمی که در بین مردم پذیرفته شده بودند، در این سازمان‌ها نقش داشتند. البته این موضوع نیز گفتنی است که اندیشه‌های خرمی در این وهله در همراه کردن غیر عربان در جنبش سیاه‌جامگان بی تأثیر نبوده است. البته به جز این مسئله عوامل دیگری نیز باعث ناهماهنگی میان جمع ابوهاشم و امامان کیسانی که سپس باعث به‌وجود آمدن ناسازگاری‌ها در جمع سیاه‌جامگان شد و سپس دامن عباسیان را گرفت، شد.

## تشکیل سیاه‌جامگان
بعد از اینکه ابومسلم در خراسان، در خانه سلیمان بن کثیر دعوت را علنی کرد، به اتفاق سلیمان و سایر یاران لباس‌های سیاه بر تن کردند به علامت عزا برای کشتگان خاندان پیامبر اسلام در روستای سفیدیخ در نزدیکی مرو، تاجایی که گفته شده در آن شب مردمان شصت روستا به سیاه‌جامگان پیوستند لباس‌های سیاه بر تن کرده و چوب‌دستی‌هایی به دست داشتند که به آنها کافرکوب می‌گفتند و خرهایی که سوار شده بودند را مروان می‌خواندند. (لقب مروان دوم حمار بود). این نمادها در سفیدان برافراشته شد و پیروانش جامه‌های سیاه پوشیدند، یا به رنگ معیار پیامبر یا در سوگ شهدای خاندان علی بن ابی‌طالب. ابومسلم به عنوان نشانه ای به هوادارانش دستور داد آتشی افروختند. اکثر مورخان سیاه‌جامگان را دیوان سیاه می‌خوانند، که از روستاییان و پیشه‌وران و صنعتگران بودند که اغلب اعراب آنها را سراج‌زاده می‌خواندند که این موضوع اشاره به شغل قبلی ابومسلم به عنوان سراج (زین‌ساز) دارد. انقلاب در خراسان در روز پنجشنبه، بیست و پنجم رمضان ۱۲۹ اتفاق افتاد و توسط سلیمان علنی شد، طرفداران عباسی جامه‌های سیاه بر تن کردند و به سیاه‌جامگان معروف شدند. ابومسلم شیوه ای مرکب از سیاست و نیروی نظامی به کار گرفت و هدفش متفرق کردن نیروهای خراسان، دشمنان عباسی و والی خراسان نصر بن سیار بود و جلوگیری از متحد شدن نیروهای ضد عباسی. پیروان عباسی اولین نماز خود را در روز عید فطر خواندند و کارشان را آشکار کردند.
نخستین رویارویی نصر و ابومسلم هجده روز پس از اعلام شورش برابر سیزدهم شوال بود. نصر، نخست فرماندهی به نام یزید را به سراغ ابومسلم فرستاد و ابومسلم نیز دویست تن را به فرماندهی مالک بن هیثم و مصعب بن قیس فرستاد، این جنگ از صبح تا نیمه شب ادامه داشت و گویا یزید عقب‌نشینی کرد اما دوباره حمله کرد. در نهایت یزید به دست عبدالله الطائی اسیر شد و نزد ابومسلم برده شد و نصر نیز اخبار شکست را دریافت کرد. ابومسلم یزید را درمان کرد و دوباره به سوی نصر فرستاد.
ابومسلم درصدد دفع دشمنان عباسی بود. او با تداوم خصومت بین استاندار اموی در خراسان، نصر بن سیار و دشمنان به موفقیت دست یافت. سپس با جدیع کرمانی و پسرش علی، و شیبان حروری برای نابودی امویان متحد شدند. این گونه بود که کینه و جدایی بین استاندار اموی و رقیبانش به وجود آمد و در نتیجه از شیبان حروری و علی و عثمان فرزندان کرمانی خلاص شد. همچنین در همین زمان، او رهبران خراسان مانند سلیمان بن کثیر که یکی از نقیبان بود و فرزندش محمد را کشت و خود به مقام ویژه ای رسید تا حدی که او را به امیرآل‌محمد برگزیدند و این توانمندی‌های ابومسلم در زمینه‌های نظامی، سیاسی و اداری، او را به یکی از بزرگ‌ترین فرماندهان عباسی تبدیل کرد.
ابومسلم که در پی جلب جدیع کرمانی به سمت خود بود موفق نشد، زیرا او به دست نصر کشته شد و ابومسلم توانست که علی پسر جدیع را به خود جلب کند و به همین ترتیب ابومسلم با این کار توانست از متحد شدن نصر با اعراب خراسان جلوگیری کند؛ در واقع می‌توان گفت که نصر در اتحاد بین ابومسلم و علی کرمانی به دام افتاد. هنگام ورود، ابومسلم به دستور ابراهیم موظف شد در خراسان اختلافی بین یمنی‌ها و مضری‌ها ایجاد کند و این روند، طبق خواستهٔ ابومسلم پیش رفت تا جایی که این اختلافات به جایی رسید که هر دو گروه عرب از او درخواست کمک کردند. همچنین در این میان هر روز بر تعداد طرفداران ابومسلم افزوده می‌شد. در نهایت با مرگ جدیع کرمانی و پیوستن پسرش، علی به ابومسلم، نصر به دام افتاد و ابومسلم از این خشم علی نسبت به نصر استفاده کرد و ابومسلم با همکاری علی در سال ۱۳۰ ه‍.ق به مرو حمله کرد و آن جا را تصرف و شهر را به اختیار گرفت. نصر نیز در پی جوابی از سوی خلیفه بود اما چیزی دریافت نکرد. او همچنین از شورش‌های خوارج نیز شکست خورد و برای همین به سمت غرب فرار کرد. سیاه‌جامگان در محرم سال ۱۳۰ وارد کوفه شدند و اندکی بعد ابراهیم در زندان اموی درگذشت. این گزارش نیز در منابع وجود دارد که در زمان ورود سیاه‌جامگان به کوفه محمد بن قسری اداره کوفه را بر عهده داشت اما جامه سیاه پوشید و مردم با ابولعباس بیعت کردند.
ابومسلم در پی تکمیل پیروزی‌های خود، لشکری را به فرماندهی قحطبه بن شبیب برای ادامه نبرد با امویان فرستاد. مقارن با همین موضوع، ابراهیم توسط نیروهای اموی دستگیر شده و به قتل رسید و در سال ۱۳۲، مردم با ابراهیم سفاح به عنوان جانشین او بیعت کردند و خلافت عباسی به‌طور رسمی آغاز شد و آخرین جنگ با نیروهای مروان، آخرین خلیفه اموی در کنار رود زاب در شمال عراق اتفاق افتاد و حکومت امویان به پایان رسید.

### ابومسلم
گماشته شدن ابومسلم در خراسان در سال ۱۲۹ ه نیز در پیروزی عباسیان و همچنین روند خیزش سیاه‌جامگان تأثیر چشمگیری داشت. البته این نیز گفتنی است که ابومسلم به واسطه تلاش‌های بکیر بن ماهان به این شبکه نفوذ یافت و در نهایت ابومسلم سرپرستی جریان دعوت کیسانیان خراسان را به دست گرفت. به سخن دیگر می‌توان گفت خاندان عباسی با گماردن ابومسلم در خراسان گام نهایی و قطعی را برای دعوت خود برداشتند. ابومسلم زمانی که به دعوت در خراسان منصوب شد، کمتر از سی سال داشت. او با اینکه از نسل خاندان عباسی نبود و هیچ سابقه ای در این زمینه‌ها نداشت، در همان جوانی به بالاترین جایگاه در سازمان عباسی رسید و به دلیل همین بی‌تجربگی، افراد زیادی از جمله سلیمان بن کثیر با او مخالفت کردند. ابومسلم نه با آرمان دعوت بلکه به‌وسیلهٔ پیوند به عباسیان پیوست. در آغاز حکومت عباسی این سرکشی‌ها آنچنان جلب توجه نمی‌کرد، اما در نهایت این جاه‌طلبی ابومسلم، وی را گرفتار کرد و منجر به مرگش شد.

### اقدامات ابومسلم در جهت تثبیت عباسیان
ابومسلم بعد از اینکه به این مقام رسید افرادی را در جهت تثبیت قدرت قربانی کرد.
1. اولین قربانی لاهز بن قریظ بود که یکی از داعیان معروف دوازده‌گانه بود. گناه لاهز این بود که نصر بن سیار را در حالی که ابومسلم پی او بود، فراری داد و این شاید به دلیل انگیزه‌های قبیله ای بوده است.
2. در زمان ابوالعباس سفاح نیز دستور قتل یکی از فرماندهان سیاه‌جامگان به نام زیاد بن صالح که بر ضد ابومسلم شده بود را داد.

۳. ماجرای قتل سلیمان بن کثیر نیز به فرمان ابومسلم را نباید از قلم انداخت.

#### ۴. به‌آفرید
به‌آفرید فروردینان به معنای پسر فروردین اهل زوزن، ده سیرواند، روستای خواف بوده است. از زمان تولد او اطلاعی نداریم. طبق گفته محققان او زرتشتی بوده و البته نام خود و نام پدرش حاکی از این موضوع است. به‌آفرید کتابی آورده که نشان دهنده فرهنگ و دانش فردی اوست و اشاره به این نکته که او خواندن و نوشتن می‌دانسته است. وی در حین اینکه در خراسان اوضاع آشفته و دچار هرج‌ومرج شده بود و از طرف دیگر درگیری‌هایی بین نصر بن سیار و حارث بن سریج و جدیع کرمانی و از سوی دیگر داعیان ابراهیم که در خراسان به تبلیغات می‌پرداختند، به‌وجود آمده بود، دعوت خود را آغاز کرد و تأثیر بسیاری بر پیروان خود داشت و دین او تا قرن‌های بعد ادامه یافت. او پیش از اعلام این دین و دعوت خود، به چین سفر کرد و حدود هفت سال در آنجا ماند و در برگشت از آنجا یک پیراهن سبز با خود آورد که آن را پنهان کرد. مجد خواخی می‌گوید: به‌آفرید از چین با خود ظرایف بسیاری آورد و از جمله آنها یک پیراهن سبز بود که آن را در یک قبضه پیچیده و پنهان کرده بود. او در بامدادی از کوهی نزدیک ده که پنهان شده بود پایین آمد در حالی که پیراهن سبز را بر تن داشت و مرد دهقانی را دید و به او گفت که خداوند به او وحی کرده و این پیراهن را از بهشت برای او فرستاده، در این زمان مرد دهقان به او ایمان آورد و در طی مدتی نیز مردمان دیگری به او گرویدند. از این موضوع چنین بر می‌آید که به‌آفرید دعوی پیغمبری داشته و از این اختلافات و هرج‌ومرج برای این موضوع استفاده کرده و به شهرت رسید و در طی دو سال به موفقیت دست یافت. اما در این راه نیز بسیاری از زرتشتیان و مسلمانان به مخالفت با او برخاستند و در این جهت از ابومسلم یاری خواستند. مورخان قتل او را زمانی ذکر کرده‌اند که ابومسلم به نیشابور آمده بود. از تعالیم به‌آفرید اطلاعی نداریم اما بیرونی می‌گوید که به‌آفرید کتابی به زبان فارسی برای پیروان خود آورد ولی این گفته او نادرست است زیرا این کتاب به خط عربی یا پهلوی بوده. ابن‌ندیم نیز می‌گوید که به‌آفرید پیش گویی می‌کرد و از آینده خبر می‌داد و برای پیروانش روزانه پنج رکعت نماز بدون سجود را معین کرده بود. وی به خدای یگانه معتقد بوده اما نمی‌دانیم چه نسبتی بین خدا و خورشید قرار می‌داده. به مرور طرفداران او بسیار شدند و نه مغان و نه مسلمانان توان مقابله با او را نداشتند و از ابومسلم کمک خواستند؛ ابومسلم دو نفر از یاران خود را به نام‌های شبیب بن واج المروروزی و عبدالله بن سعید به سوی به آفرید فرستاد و در نتیجه این برخورد به‌آفرید اسلام آورد و شعار عباسیان را سر داد اما دست از کار غیب‌گویی برنداشت، در نتیجه عبدالله بن سعید با سپاهی به زوزن حمله کرد و و به‌آفرید را در جبال بادغیس گرفتار کرد و به نیشابور نزد ابومسلم برد. در نهایت ابومسلم فرمان به قتل او داد. او را در باب‌الجامع نیشابور به دار آویختند و پیروانش را نابود کردند.

### ورود به نهضت عباسی
ابومسلم در حدود ۱۲۴ه در کوفه با نقیبان عباسی فردی به نام ابوموسی سراج آشنا شد و نزد ابراهیم رفت ومورد توجه او قرار گرفت اما ابومسلم پیش از آنکه مأمور نشر دعوت شود شیعیان را سامان داده بود و در آن ناحیه رفت و آمد می‌کرد؛ اما این نکته قابل توجه است که دعوت عباسی قبل از ظهور ابومسلم آغاز شده بود اما در نهایت اوبه فرمان ابراهیم به رهبری دعوت در خراسان منسوب شد.
دعوت عباسی شامل دوقسمت است: مرحله اول که با پیوستن ابومسلم به این نهضت تمام شد. ویژگی این دعوت اولیه، این بود که به صورت پنهانی صورت گرفت و بین سالهای۱۰۰–۱۲۸ ق/۷۱۸–۷۴۶ م بود. این تبلیغات در عراق توسط سه داعی، میسره عبدی که وابسته به علی بن عبدالله عباس بود، بکیر بن ماهان از مهم‌ترین داعیان عراق و ابوسلمه خلال که این تلیغات را رهبری می‌کرد، صورت گرفت. در خراسان نیز افرادی همچون عکرمه سراج، محمد بن خنیس، حیان طاهر، کثیر کوفی، خداش بلخی و نقیب النقبا سلیمان بن کثیر خزاعی بودند که افراد مشهوری در این دعوت بودند، تا اینکه محمد بعد از مرگش وصیت کرد که پسرش ابراهیم به جای او بنشیند.
اما مرحله دوم که در این مرحله ابومسلم به این دعوت پیوست و تا سال ۱۳۲ق/۷۵۰ م ادامه داشت، او در این جریان خدمات زیادی انجام داد. ابومسلم بعد از مرگ یحیی، فرزند زید، خونخواهی یحیی را شعار قیام خود قرار داد و حتی پیکر یحیی را به خاک سپرد. بکیر که اندکی بعد از مرگ یحیی، راه خراسان را درپیش گرفته بود، پس از یک ماه توقف به مرو رفت ودر این زمان خبر به نصربن سیار رسید که او در وصف خونخواهی یحیی وعظ می‌کند و نصر دستور بازداشت او را داد. در نهایت، بکیر را در راه عراق بازداشت کردند. همچنین روایتی است که بعد از این واقعه در ۱۲۴ ه‍. ق، گروهی از سران خراسان، سلیمان بن کثیر، مالک بن الهیثم، لاهذبن قریظ و قحطبه بن شبیب به مکه رفتند تا با امام عباسی دیدار کنند. با ورود به این زمان است که محمد بن علی از وجود ابومسلم آگاه شد.
گفته شده که بکیر در زندان با عیسی بن معقل آشنا شد و با بکیر بیعت کرد. بکیر علاوه بر بیعت گرفتن از عیسی، ازابومسلم که جوانی منسوب به خاندان عجلی اما ظاهراً ایرانی بود نیز آشنا شد. بکیر بعد از مدتی از زندان آزاد شد و در سال ۱۲۶ق/۴–۷۴۳م راهی خراسان شد. در همین حین، محمد بن علی، طی وصیتی پسر خود ابراهیم را جانشین خود اعلام کرد و بعد از مرگ بکیر نیز، این کارها یه عهده ابوسلمه افتاد که از موالی کوفه بود و به وزیر آل محمد لقب گرفته بود. شیعیان خراسان برای بکیر اهمیت زیادی قائل بودند تا اینکه این مسئولیت به دست ابومسلم افتاد و دعوت آشکار شد. گفته می‌شود که پسر ماهان غلامی داشت از ایرانیان به اسم ابومسلم که با او به مرو آمد و ابومسلم را یاور خود در به خلافت رسیدن عباسی کرد. در سال ۱۲۹ق مردم مرو که بر حاکم خود شوریدند، ابومسلم نیز به این دلیل که بین مردم مرو برخاست، مشهور شد و در سال ۱۳۰ ه‍.ق به یاری مردم مرو، آنجا را گرفت و در این حین ابراهیم هم دستور داد تا مردم از ابومسلم اطاعت کنند، زیرا بیشتر بزرگان شیعه در خراسان ابومسلم را نمی‌پذیرفتند.
از این زمان مرحله دوم دعوت آغاز شد که مشخصهٔ این مرحله، در این بود که آشکار بود و دوم اینکه هدف آن، رسیدن به قدرت بود. دعوت عباسی بعد از مرگ محمد بن علی در بین شیعیان خراسان متزلزل شد، اما ابراهیم تلاش فراوان کرد و خراسان را دوباره به اطاعت درآورد. ابراهیم رهبری این جنبش را به عهده مرد پیر، نقیب النقبا، سلیمان بن کثیر گذاشت اما او از قبولی این کار سرباز زد و عذر خواست، سپس این کار به ابراهیم بن سلمه واگذار شد و او نیز عذر خواست و در نهایت ابراهیم این کار را به ابومسلم محول کرد واو را نماینده خود در خراسان کرد. اینگونه بود که با گزینش و انتخاب ابومسلم، کار دعوت در خراسان رونق دوباره گرفت، زیرا او نفوذ زیادی در بین ایرانیان داشت.
ابومسلم در جهت تثبیت قدرت عباسیان اقداماتی از جمله از میان برداشتن فلرادی که در به قدرت رسیدن کمک کردن و برای حکومت خطر داشتند برای مثال ابومسلم شیبان بن سلمه که به کمک فرزند جدیع به کمک ابومسلم شتافته بو و ادعای خلافت را داشت را از سر راه برداشت. سپش برای جلب زرتشتیان که هواداران عباسی بودند جنبش به آفرید مجموعه ای از آین زرتشتی و اسلام را ارائه داد و ادعای اصلاحات اجتماعی را که خود در سر داشت سرکوب کرد. علی و عثمان فرزندان جدیع هم که به او کمک کرده بودندبه قتل رساند همچنین عبدالله بن مغاویه طالبی که از امویان فرار کرده بود وبه ابومسلم پناهمده شده بود را به‌طور مشکوکی از بین برد و جنبش شیعیان بخارا راهم به رهبری شریک بن شیخ مهری حذف کرد. اینگونه بود که باعث شد نیروهایی با ابومسلم در عباسیان به مخالفت بپردازند؛ همچنین شرکت او در قتل ابوسلمه خلال وزیر عباسی و یکی از بازوهای سیاسی و عقیدتی عباسیان معروف به وزیر آل محمد دست داشت. همچنین قتل داعی بزرگ سلیمان بن کثیر و سرکوب شورش زیاد بن طالح خزاعی که با ابومسلم مخالفت می‌کرد.

### سال‌های ابتدایی
ابراهیم بعد از اینکه ابومسلم را به فرماندهی خراسان فرستاد، به ابومسلم نامه ای فرستاد که از اعراب یمنی که سنگ بنا و کلید پیروزی بودند، دلجویی کند. ابومسلم با اقدامات فراوان خود در خراسان، به یکی از داعیان مستبد شرق تبدیل شد.ابراهیم که بر ابومسلم تأکید کرده بود، او را در این زمان نصربن سیار والی خراسان گریخت و بقیه سپاه خراسان لشکر نصر را منهدم کردند این جمعیت در۱۴ محرم ۱۳۲ در کوفه با ابراهیم بیعت کردند. اینگونه بود که چهارسال پایانی امویان تسریع شد و پایه‌های حکومت عباسیان پایه‌ریزی شد؛ در این دوره ما شاهد پاک سازی نیروهای اموی در دو مرحله بودیم مرحله ابومسلم و مرحله قحطبه بن شبیب که در نهایت به ایجاد حکومت عباسی منجر شد. ابومسلم اولین تماس خود را با مأموران عباسی در کوفه برقرار کرد و سرانجام به امام ابراهیم معرفی شد. عباسیان دریافتند که ایران و به ویژه خراسان، عرصه مناسبی برای فعالیت تبلیغی خواهد بود.فعالیت‌های ابومسلم در خراسان همزمان بود با مقابله مروان با شورش‌های عراق و حجاز و بیشتر توجه او به سرکوب این شورش‌ها بود.

### فرمانروایی بر خراسان
ابومسلم زمانی که به دعوت در خراسان منصوب شد، کمتر از سی سال داشت. او با اینکه از نسل خاندان عباسی نبود و هیچ سابقه ای در این زمینه‌ها نداشت، در همان جوانی به بالاترین جایگاه در سازمان عباسی رسید. همان‌طور که گفته شد، در وهله نخست، خراسانیان رهبری ابومسلم را نپذیرفتند، تا اینکه ابراهیم نامه ای نوشت و ابومسلم را تأیید کرد و از مردم هم خواست تا آنان نیز از ابومسلم اطاعت کنند. همچنین روایت شده است که ابراهیم به ابومسلم دستور داد که هیچ عربی را در خراسان زنده نگذارد. ابومسلم بعد از رسیدن به خراسان، با سرعت به بلخ رفت و با اعتمادی که از طرف سیلیمان بن کثیر به دست آورد، کار هارا به دست گرفت و مردم را در روستاها تشویق به پیوستن به این دعوت می‌کرد. همچنین به موالی که زیر فشار ظلم امویان بودند، وعدهٔ آزادی داد. کمی که اوضاع به منوال پیش رفت، ابومسلم به ابراهیم گزارشی فرستاد؛ از اینکه ابراهیم به‌طور مستقیم زمام امور را به دست گرفته است، بدین ترتیب تاریخ جنبش را تعیین کردند. این جنبش در روز بیست و پنجم رمضان سال۱۲۹ق/۷۴۷م رخ داد.

### حیات سیاسی
نفوذ اعراب قوی نبود و صحنه برای جنبش‌های مذهبی دیگر با مضامین سیاسی فراهم بود. هنگامی که خلافت، در مناقشات قبیله ای عرب، بین نزاریان و یمانی‌ها قرار گرفت، قدرت امویان در آنجا ضعیف شد. ابراهیم، ابومسلم را در زمان حکومت نزاری، والی نصر به خراسان فرستاد. ابومسلم بعد از ورود به دستگاه دعوت، با توجه به مخالفت‌هایی که با آن، مخصوصاً از سمت سلیمان بن کثیر می‌شد، با کاربست‌هایی که ابراهیم به او گفته بود، با متانت رفتار کرد و افراد هم چاره‌ای جز آشتی با او و فرمانبرداری از او نداشتند، اما پیشوایان شیعه در خراسان از جمله سلیمان بن کثیر الخزائی، یکی از مهم‌ترین شاگردان دوازده‌گانه عباسی، او را نپذیرفت. آنها احتمالاً به جوانی یا چنان‌که برخی منابع اشاره می‌کنند، به مبهم بودن نسب او را اعتراض کردند. ابراهیم در دیدار ابومسلم با رهبران شیعه در مکه در سفر حج، مجدداً او را تأیید کرد. ابومسلم با بازگشت به شرق، در روستایی متعلق به عرب‌های حوزعی در مرو ساکن شد. او خود را وقف تبلیغ عباسیان کرد و مبلغینی را به سراسر استان فرستاد. بدین ترتیب تعداد طرفداران او به‌طور پیوسته افزایش یافت.
ابومسلم در اوایل پرچم و دستوراتی برای اعلام آشکار دعوت عباسی از امام دریافت کرد. کسانی که در مناطق دیگر مانند طالقان، طلقان و حرزم بودند، قبلاً آموزش دیده بودند. در روز دوم گروه‌های زیادی از روستاییان راه سفیدان را در پیش گرفتند و به او پیوستند. ابومسلم به مدت هفت ماه در حالی که در انتظار فرصتی برای فتح خراسان بود، با ادامه فعالیت تبلیغی، موقعیت خود را تقویت کرد. مقارن با ورود ابومسلم در سال ۱۲۸ه که دعوت علنی شد مثلث قدرتی در خراسان وجود داشت با شخصیت مهم یکی از آنها نصر بن سیار والی خراسان بود و از طرفداران قبایل شمالی (مضری) که در راس این مثلث قرار داشت، فرد دیگر جدیع کرمانی رئیس قبایل جنوبی (ازدی) که خود را یکی از متصدیان بر حق حکومت می‌دانست و حارث بن سریج از قبیله مضر ولی قیامش اعتقادی بود تا قبیله ای؛ نصر و جدیع باهم متحد شدند و در نهایت در ۱۲۸ه حارث به دست جدیع به قتل رسید و پیروان او به ابومسلم پیوستند و در پی آن درگیری‌هایی بین نصر و جدیع که آخر به مرگ جدیع به دست نصر منجر شد و هواداران او نیز به ابومسلم متمایل شدند تا حتی دینوری نیز می‌گوید که در سال ۱۲۹ که ابومسلم دعوت را علنی کرد حدود صد هزار تن به او از خراسان پیوستند. در این میان که بعد از مرگ حارث ابومسلم قد علم کرد و حتی نزدیک بود که نصر و جدیع علیه ابومسلم باهم متحد شوند اما در نهایت با زیرکی ابومسلم این موضوع به سرانجان نرسیدو جدیع نیز کشته شد و اوضاع به کام ابومسلم شد و هر روز افراد بیشتری خواهان اتحاد با ابومسلم می‌شدند تا حدی که بعد از مرگ جدیع پسرش علی به ابومسلم تمایل یافت. هنگام ورود، ابومسلم به دستور ابراهیم موظف شد در خراسان اختلافی بین یمنی‌ها و مضری‌ها ایجاد کند و این روند، طبق خواستهٔ ابومسلم پیش رفت تا جایی که این اختلافات به جایی رسید که هر دو گروه عرب از او درخواست کمک کردند، همچنین در این میان هر روز بر تعداد طرفداران ابومسلم افزوده می‌شد. والی نصربن سیار لشکری فرستاد برای مقابله با ابومسلم که شکست سپاه نصر، شهرت ابومسلم را بیشتر کرد. در نتیجه ابومسلم توانست اعتماد سلیمان را جلب کند. در نهایت با مرگ جدیع کرمانی و پیوستن پسرش، علی به ابومسلم، نصر به دام افتاد و ابومسلم از این خشم علی نسبت به نصر استفاده کرد و ابومسلم با همکاری علی در سال ۱۳۰ ه‍.ق به مرو حمله کرد و آن جارا تصرف و شهر را به اختیار گرفت. نصر نیز در پی جوابی از سوی خلیفه بود اما چیزی دریافت نکرد. او همچنین از شورش‌های خوارج نیز شکست خورد و برای همین به سمت غرب فرار کرد.
ابومسلم بعد از توقف کوتاهی در خرقان، به همراه پدر زنش ابوالنجم و گروهی از نقبا به بهانه حج عازم شد؛ در صورتی که در پی دیدار و مشاوره با ابراهیم در حج بود. در همان اوایل سال ۱۲۹ ابومسلم دستور علنی کردن این دعوت را از ابراهیم دریافت کرد.
خضری نیز در کتاب خود از این موضوع یاد کرده است: تا زمانی که ابومسلم فرمان دعوت خراسان را از ابراهیم دریافت کرد، رهبری دعوت خراسان دست سلیمان بن کثیر بود که در وهله اول آنان با ابومسلم مخالفت کردند، اما ناگزیر بعداً به فرمان ابراهیم تن به اطاعت دادند. ابراهیم به طرفداران خود نوشت که از ابومسلم اطاعت کنند. پس از توقف کوتاهی در ایبورد، گروهی از هواداران و عثمان بن نهیک به او پیوستند و راه نسارا در پیش گرفتند. در راه بازگشت، توجه مأمور نصر در نسا عاصم بن قیس به آنها جلب شد اما در نهایت آنهارا رها کرد. گفته شده که در نهم شعبان ۱۲۹ ه‍.ق در روستای فنین در خانه یکی از نقیبان به نام ابوداود خالد بن ابراهیم، دعوت آغاز شد و نایبان را به مناطق مختلف فرستاده شدند؛ از جمله: ابوداود و عمر بن اعیان به بلخ و طخارستان، ابو عبد الرحمن ابن سلیم به طالقان. در آغاز رمضان، ابومسلم به سفیذنج، جایگاه سلیمان بن کثیر رفت. جنگی میان کرمانی و نصر و شعبان بن سلمه درگرفته بود و اوضاع آشفته بود ودر همین زمان بود که ابومسلم با استفاده از این موقعیت، مردم را دعوت کرد و حتی گفته شده است که در یک روز مردم شصت روستا نزد ابومسلم رفتند. بر حسب نوشته اخبار العباس، هواداران، تصمیم به سرنگونی امویان گرفتند. ابومسلم که از نیت نصربن سیار خبر داشت، بر هواداران خود حمله کرد تا این موضوع را پیش دستی کند. نخستین کار ابومسلم این بود که هواداران را نزد خود خواست. روایت شده که نخستین گروهی که به ابومسلم گرویدند، به مردم سقادم معروف شدند، ابومسلم از این هواداران، سپاهی درست کرد که متشکل بود از نهصد تن از روستای هرمز فره جایگاه بکیربن ماهان و هزار و سیصد پیاده و شانزده سوار. ابومسلم که هفت ماه انتظار فتح خراسان را می‌کشید، در نهایت دعوت را تقویت کرد و راه سفیذنج را در پیش گرفت.
در طول راه افراد زیادی از قبایل مختلف خزاعی، تمیمی و.. به این سپاه پیوستند؛ در نهایت لشکریان ابومسلم در بیست و هفتم رمضان به سفیذنج رسیدند و دژ آنجا را تقویت کردند، این اخبار که به نصر رسید، توسط اطرافیان تشویق شد تا به روستاهای خزاعی حمله کند. نصر بن سیار، یکی از فرماندارهای اموی که برای سرکوب سپاه ابومسلم گروهی را روانه ساخت، اما این گروه از سپاه ابومسلم شکست خورد و کار ابومسلم بالا گرفت و این شهرت زیادی به ابومسلم داد، به نقل یاقوت، نخستین جنگ میان هواداران عباسی و امویان در جندویه روستایی نزدیک طالقان رخ داده است؛ به‌علاوه دینوری نیز تا کید می‌کند که داعیان عباسی در همه جای خراسان پراکنده بودند. این پیروان در جامه‌های سیاه وبا گرزهای سیاه که به آن‌ها کافر کبات می‌گفتند، در مناطق مختلف از جمله طالقان، طوس، نیشابور، سرخس، بلخ، طخارستان و ختلان به ابومسلم پیوستند. مرو مرکز شورش بود و جنبش‌ها از شهرهای پیرامون خراسان شروع و در مرو به پیکار می‌رسیدند. ابومسلم بعد از چهل و دو روز در سفیذنج، سپاهش به حد کافی رسید و راهی ماخوان شد.

### اقدامات ابومسلم
ابومسلم در ماخوان خود را آماده جنگ با نصر می‌کرد و شهرهای خراسان یکی پس از دیگری به اطاعت ابومسلم درمی‌آمدند. همچنین در همین هنگام، نصر، والی خراسان، گرفتار درگیری‌هایی بین یمنی‌ها و نزاری‌ها بود.شمار این افراد به هفت هزار رسید و ابومسلم دستور داد تا در پیرامون شهر خندق‌هایی بکنند. ابومسلم، ابونصر مالک بن الهیثم را به به فرماندهی شرطه‌ها منصوب کرد که عبارت بودند از:ابوالوضاح و فرد مورداعتمادش خالد بن عثمان. همچنین دیوان را به ابو صالح کامل بن مظفر سپرد و مقرر کرد که مزد سپاهیان سه یا چهار درهم است. اسلم بن صبیح، سردبیر آن بود و قاسم بن مجاشع النقیب التمیمی قاضی کل بود، البته روایت دیگری نیز هست که می‌گوید قاسم امامت نماز را بر عهده گرفت. ابومسلم در ماخوان هزار نفر را سرکرده و مأمور کرد تا خندق دیگری در جیرنج بکنند. هدف از کندن این خندق‌ها این بود که ارتباط نصر با ناحبه‌های بلخ و طخارستان و … قطع شود. از طرفی ترس ابومسلم، این بود که نصر، آب را روی او و سپاهیانش ببندد. طبری از این موضوع یاد می‌کند که بیشتر افرادی که به این شورش پیوستند، بنده بودند. یکی از مهم‌ترین اقدامات نصر در این زمان، در هم شکستن اتحادی بود که علیه ابومسلم داشت. جدیع کرمانی به هنگام دیدار از لشکر گاه او کشته شد، بسیاری از پیروان کرمانی به بهانه خونخواهی، راهی لشکرگاه ابومسلم شدند و گروهی نیز از پسر کرمانی، علی حمایت کردند؛ اما ابومسلم علی را به سوی خود کشید و در مقابل نصر که در صدد اختلاف بین این دو بود، تلاش‌های زیادی کرد، اما علی هیچ تمایلی به پیوستن به نصر نداشت. همچنین نصر، معدودی از بومیانی را که با او دشمنی داشتند، را به سمت خود کشید. دراین شرایط، نصر دائماً از خلیفه مروان با استفاده از نامه، درخواست کمک می‌کرد اما جوابی از خلیفه دریافت نمی‌کرد.

### ابومسلم و نصر
در پی همه این جریانات، راه ورود به مرو برای ابومسلم باز شد؛ شهری که پایتخت خراسان بود. پیش از اینکه ابومسلم بتواند کرمانی را به سوی خود جلب کند، نصر او را به هلاکت رساند و پسرش علی به ابومسلم پیوست و ابومسلم توانست این اتحاد بین نصر و اعراب خراسان را برهم بزند. روایت می‌شود که ابومسلم سه ماه در ماخوان ماند و بعد، شبی به لشکر گاه کرمانی رفت و هراس را در دل نصر انداخت و در نهایت پیشنهاد کرد که شهر را تسلیم ابومسلم کنند و اینگونه شد که در نهایت نیروهای ابومسلم و ابن کرمانی و شهر را گرفتند و در هفتم یا نهم ربیع الثانی، به شهر وارد شدند. همچنین روایت شده که ابومسلم به نصر نامه ای نوشت و از او خواست تا تسلیم شود اما نصر قبول نکرد و با ابومسلم درگیر شد و در نهایت شکست خورد و این شکست، باعث شهرت ابومسلم شد. این موضوع نیز قابل ذکر است که در این زمان، سیاه جامگان نیز تشکیل شده بودند و نصر به دلیل مقابله با سیاه جامگان، این سپاه را فرستاد که در نهایت این سپاه شکست خورد. نصر که متوجه شد بین ابومسلم و ابن کرمانی گیر افتاده و نتیجه ای از نامه‌هایش به خلیفه نیز دریافت نکرده بود و همچنین با یمانی‌ها نیز در گیر شده بود و در نهایت ابومسلم نیز که از پیروی یمانی‌ها از خود که مطمئن شده بود، با کمک ابن کرمانی مرو را تصرف کردند و نصر نیز شکست را متحمل شد.
ابومسلم سعی در مذاکرات با نصر داشت، اما نصر فرار کرد و با سه هزار مضری، راه سرخس را در پیش گرفت. همچنین این روایت نیز وجود دارد که نصر همسر خود، مرزبانه را در نصرانیه جا گذاشت و او همان کسی بود که روایت است بعدها همسر ابومسلم شد؛ و ابومسلم در پی کشتن نصر بود. در این حین ابومسلم فردی را به عنوان مذاکره کننده فرستاد، اما ابومسلم او را به عنوان کسی که خیانت کرده اعدام کرد. در این زمان والی طوس، تمیم بن نصر، موضع جنگ با ابومسلم گرفت و در همین هنگام، نصر به طوس رسید و تمیم را کشت و رهبری را به دست گرفت، اما نصر در نهایت از قحطبة شبیب شکست خورد و نیروهای امویان، خسارت زیادی متحمل شدند و قحطبه، نیشابور را گرفت و نصر به قومس فرار کرد.ابومسلم بعد از تثبیت قدرت خود در شمال شرق خراسان، قحطبة شبیب را به دنبال نصر فرستاد. درنهایت نصر در سال ۱۳۱ ه‍.ق در نزدیکی ساوه در گذشت و خراسان به تصرف کامل ابومسلم درآمد.

### قحطبة بن شبیب
قبل از جنبش عباسیان در خراسان و ضربه زدن به نصربن سیار، فرماندهی این عملیات‌های نظامی از طرف ابراهیم به قحطبة سپرده شده بود. قحطبة بر توس و نیشابور چیره شد و نصر هم که دیگر توان مقاومت نداشت، در نهایت فرار کرد. همچنین جنگی میان قحطبة و ابن هبیرة رخ داد، قحطبه در این جنگ پیروز شد اما قحطبه قبل از دیدن این پیروزی در راه عراق در آب غرق شد و پسرش حسن جانشین او شد و در سال ۱۳۲ق/۷۴۹م، آنان وارد کوفه شدند و ابو سلمه خلال داعی بزرگ عباسی را به رسمیت شناختند و این گونه سلمه، صاحب قدرت عراق شد.

### سرانجام ابومسلم
ابومسلم پس از اینکه سفاح به خلافت رسید، از او اجازه خواست و به مکه رفت. در این زمان ابومسلم به بهانه آشتی خواست تا نزد خلیفه برود. خلیفه از طرفی نمی‌توانست که این درخواست را رد کند اما از طرفی هم می‌ترسید، از این رو به او اجازه داد تنها با پانصد تن از سپاهیان خود بیاید ولی ابومسلم هم برای مقابله با هر نوع تهدید احتمالی، حدود هشت هزار تن را در راه بین نیشابور و ری و ابو داود، معتمد خود را نیز در خراسان گذاشت. همچنین ذکر شده است که ابوجعفر از همان اول با ابومسلم دشمنی داشت اما سفاح این اتهامات را از ابوجعفر رد کرد و نپذیرفت. در این دوره ابو جعفر نزدیک‌ترین مشاوره برای سفاح به‌شمار می‌آمد، اما این بدین معنا نیست که او فرد قدرتمندی در خاندان عباسی بود. طبق گزارش‌های بلاذری، بعد از مرگ سفاح، ابومسلم که از ماجرای جانشینی ابوجعفر خبر نداشت، طبق نامه ای تسلیت گفت اما در آن نامه منصور را خلیفه خطاب نکرد و این سخن را از بازماندگان حمید بن قطبة شنید و دوباره نامه ای به خلیفه نوشت و ضمن تبریک خلیفه شدن او، از او به دلیل این امر پوزش خواست.
منصور در این زمان از عموی خود که به حکومت چشم داشت، می‌ترسید؛ عمویش در زمان سفاح راس سپاه بزرگی از اعراب در مقابل رومی‌ها بود و در ناحیه ای به نام دلوک در نزدیکی حلب اقامت داشت. او بعد از مرگ سفاح، از جنگ خودداری کرد و برحق بودن خود برای خلافت را اعلام کرد و عبدالله از این سپاهی که برای جنگ با رومی‌ها تجهیز شده بود، استفاده کرد و ادعا کرد که سفاح اورا به جنگ فرستاده و اورا به عنوان ولیعهد اعلام کرده بود. در این زمان منصور از ابومسلم نیز کینه به دل داشت، برای همین او را به جنگ با عبدالله فرستاد تا دو دشمن همدیگر را سرکوب کنند. ابومسلم با زیرکی در این جنگ در نزدیکی نصیبین بر عبدالله چیره شد و عبدالله بعد از شکست فرار کرد وبه برادرش سیلمان بن علی پناه برد و زمانی که منصور از این ماجرا باخبر شد، به او امان داد؛ اما بعد از اینکه نزد منصور رفت، زندانی شد و بعد کشته شد. در همین حین که خراسانیان، که ابومسلم را در راس خود می‌دیدند، در صدد این بودند که به خواسته‌هایی برسند به این دلیل که در قیام عباسی نقش ایفا کردند؛ از جمله اختیارات جدیدی که می‌خواستند بعد از این همه فشار در زمان امویان دریافت کنند؛ رهایی از حاکمیت ستگرانه عرب و بازگرداندن گذشته پر افتخار ایران در زمان انوشیروان. در مقابل، عباسیان نیز با دو سیاست به مقابله پرداختند: اول، مشارکت و هم طرازی در مقابل اطاعت از عباسیان. دوم، قلع و قمع افرادی که بر ضد حکومت عباسی هستند و قیام کنند.
درهمینجا بود که ایرانیان نیز از این موضوع اطلاع یافتند که حکومت جدید نیز پاسخگوی خواسته‌های آنان نیست؛ از این رو دست به اعتراض و حرکات شورشی زدند. در این وهله نیز ابومسلم به دلیل اینکه خود را یکی از بنیان‌گذاران عباسی می‌دانست، کم‌کم ماهیت خود را آشکار کرد واز اینکه ایرانیان در اطراف او بودند و از او حمایت و اطاعت می‌کردند، احساس سربلندی می‌کرد و در فکر خود مختاری بود. فشارهای ابومسلم در زمان سفاح شروع شد تا جایی که منصور برادرش را به کشتن ابومسلم تشویق کرد، اما سفاح به دلیل اقدامات او به این کار تمایل نشان نداد.
ابوجعفر از نیرنگ‌هایی استفاده می‌کرد تا بتواند چهرهٔ خود را خوب جلوه دهد، به همین ترتیب اقداماتی نیز در این راستا انجام می‌داد؛ برای مثال نامه ای فرستاد و ابومسلم را به دربار خواند. ابومسلم به این فکر افتاد که خلیفه بامن دشمنی ندارد واداره خراسان مهم‌تر از رفتن به دربار است؛ منصور در نامه دوم خود خرد شاهان فریبکا را خوار گرفت و به نحو مبهم تری اورا به دربار فرا خواند اما این نامه هم ابومسلم را اقناع نکرد. درنهایت ابو جعفر چن تن از بزرگان هاشمی را خواند و به دست فریبکارترین سیاستمداران زمانه ابوحمید مرودی و جریربن یزید نامه ای واگذار کرد تا با این نامه ابومسلم را از حسن نیت خلیفه آگاه کنند واورا از نافرمانی‌های خلیفه و عاقبت آن با خبر کنند. ابوجعفر از طرفی به ابوداوود رشوه داد تا ابومسلم را به فرمانبری هدایت کند. تا جایی که گفته می‌شود که منصو به اطرافیان ابومسلم رشوه می‌داد تاز نیت خوب خلیفه به او بگویند؛ زمانی که ابومسلم بیرون از مدائن بود اورا رومیه می‌خواندند و خلیفه نیز خواست که در این مورد گروهی از هاشمیان به ابومسلم تبریک بگویند تا او از نیت خوب خلیفه آگاه شو و وضعیت را مطلوب دریابد.
اینطور به نظر می‌آمد که ابومسلم روابط حسنه ای با خلیفه ندارد و به یک فرد خطرناک برای حکومت تبدیل شده است. بدین ترتیب خلیفه دست به کار شد و اورا در کاخ خود به تنهایی به هلاکت رساند. در اینجا، روایت دیگری حاکی از این است که ابوجعفر به دلیل این کار ابومسلم، می‌خواست که اورا بکشد وحتی تا مرحله صدور فرمان مرگ او پیش رفت؛ اما به هر حال ابومسلم نیز با فرستادن نامه ای دیگر از این مرگ فرار کرد. روایت دیگری نیز وجود دارد مبنی بر اینکه منصور به این دلیل که ابومسلم با او بیعت نکرده بود، در صدد این بود که دستور قتل اورا صادر کند اما ابومسلم با فرستادن نامه دیگری از این مرگ فرار کرد.
زمانی که منصور به حکومت رسید، در صدد این برآمد که از شر ابومسلم خلاص شود، برای همین شیوه‌های سیاسی خاصی در پیش گرفت. در این زمان که ابوجعفر می‌ترسید که مبادا ابومسلم به خراسان فرار کرده و شورش به پا کند، بدین ترتیب به بهانه‌های مختلف سعی در دور کردن او از خراسان داشت و به او پیشنهاد حکومت شام و مصر را نیز داد اما ابومسلم این فرمان را اطاعت نکرد و در پی برگشت به خراسان بود و این حرکت او، به نوعی سرکشی تلقی می‌شد. اهداف منصور برای این عمل، این موارد بود: اول، دور کردن ابومسلم از خراسان برای جلوگیری از شورش و تشکیل حکومت مستقل توسط ابومسلم. دوم، دیدار تنهایی با او، بدون هیچ قدرتی. سوم، احیای رابطه دو طرف و برطرف شدن این شک؛ اما این شک، بیشتر شد تا جایی که ابومسلم که بعد از شکست عبدالله بر اموال و دارای عبدالله تسلط یافت، موجب شد منصور از این کار او عصبانی شده و یک نفر را به نزد ابومسلم بفرستد تا پیغامش را ببرد. درهمین وهله بود که تکبر نیز ابومسلم را فرا گرفت و نامه‌های خلیفه را نخواند و آنها را مچاله می‌کرد.

### ماجرای قتل
منصور با سیاست‌های مختلفُ در فکر فریب ابومسلم بود. در نهایت، منصور در نامه ای اورا استاندار شام کرد و این موضوع را به ابومسلم تبریک گفت. ابومسلم که فردی زیرک بود، ادعا کرد که او والی خراسان است و به سرعت راهی خراسان شد. در این زمان منصور که از ترس وحشت کرده بود، از ترس اینکه مبادا ابومسلم با هواداران خود عصیان کند و اورا شکست دهد، خود به مدائن رفت و ابومسلم را به بهانه بحث برای موضوعی مهم دعوت کرد، اما ابومسلم به رفتن راضی نشد. منصور که از این موضوع آگاه شد، در نامهٔ دیگری اورا نه با دعوت، بلکه با تهدید فرا خواند و ابومسلم مجبور به حضور در مقابل منصور شد.
به دنبال این رفتارهای منصور، سرانجام ابومسلم فریفته این رفتارهای دروغین خلیفه شد و در سال ۱۳۷ه‍.ق به قتل رسید. مفتخری بر این عقیده است زیرا ابومسلم برای حکومت نوپای عباسی خطرناک شده بود منصور اورا طبق یک نقشه حساب شده به قتل رساند. ابومسلم حتی در آخرین لحظات نیز یکی از حامیانش به نام ابو اسحاق را برای مذاکره با خلیفه فرستاد و ابواسحاق از قول خلیفه گفت که خلیفه قصد دارد که حکومت خراسان را به او واگذار کند، اگر او طلب بخشش کند؛ به همین ترتیب پس از آخرین تهدید خلیفه، ابومسلم، ری را به مقصد پایتخت ترک کرد. او، معاونش ابوداوود را به جانشینی خود در خراسان گذاشت که او نیز بعداً متزلزل شد. به دستور خلیفه دروازهٔ شهر به روی او گشوده شد و از او استقبال کردند. منصور پنج فرد را برای ترور ابومسلم برگزیده بود.
گفت‌وگویی میان آن دو صورت گرفت که بیشتر حکم محاکمه داشت؛ در این گفت‌وگو، ابومسلم با اعتماد به نفس از تلاش‌های خود در به قدرت رسیدن عباسیان حرف زد اما در مقابل، منصور معتقد بود ابومسلم امنیت و یکپارچگی را از بین برده و خطری برای حکومت او به حساب می‌آید؛ اما در نزد او، بزرگ‌ترین اتهام ابومسلم تلاش او برای رسیدن به خلافت بود، با این حال، منصور به بهانه‌های مختلفی ابومسلم را متهم کرد، از جمله: اول، پیشروی از حدود اجتماعی خود با خواستگاری از آمنه دختر علی و عمه خلیفه. دوم، نوشتن نامه ای به منصور بدون ذکر نام منصور و حتی نوشتن نام خود در آغاز نامه. سوم، انتساب خود به خاندان عباسی، جایگاه برابر با پدر منصور. چهارم، کشتن سلیمان بن کثیر، از نقبای خراسان. پنجم، کشتن روسای قبائل یمین از جمله علی بن جدیع کرمانی و برادرش عثمان. ششم، رفتن به خراسان بدون اجازه خلیفه.
ابومسلم در مقابل این اتهامات، جوابی نداشت و تنها خدمات خود در به قدرت رسیدن عباسیان را یادآور می‌شد. از طرفی در وهله اول، او خواستار پوزش بود اما منصور با تمام تلاش‌های او برای رهایی از مرگ، اورا در بیست و پنجم شعبان ۱۳۷ق کشت.
روایت‌های متعددی نیز از چگونگی قتل ابومسلم وجود دارد، از جمله گفته شده که در هنگام گفت‌وگو، منصور که عصبانی می‌شود و بیرون می‌رود و بعد با دشنه اورا می‌کشند و بعد با لذت به پیکر بی جان ابومسلم می‌نگرد و آن روز را نخستین روز سلطنت خود اعلام می‌کند و آن را یکی از مهم‌ترین وقایع زندگی خود می‌شمارد.از طرفی نیز گفته می‌شود در هنگام ورود به نزد منصور تمام سلاح و شمشی ر اورا گرفتند و بعد منصور دست زد و دونفر ظاهر شده و ابومسلم را در بیست و چهارم شعبان ۱۳۷ کشتند. به همین ترتیب، منصور، مهم‌ترین دشمن خود را از میان برداشت. در این هنگام، برادر زاده ابومسلم، عیسی بن موسی به کشتن ابومسلم اعتراض کرد و کعفر بن حنظله در اینجا به منصور گفت: ای امیر المومنین، خلافت تو از امروز آغاز شد.
ابوجعفر همچنین دستور داد تا به پیروان ابومسلم پول پرداخت کنند تا آنها خشنود شوند و بعضی از آنها زمزمه می‌کردند که فرمانده خود را به درهمی فروختیم. روایتی وجود دارد مبنی بر اینکه ابوجعفر به مالک بن الهیثم نامه ای با مهر ابومسلم نوشت اما مالک که از ساختگی بودن این نامه اطلاع داشت، به سور خراسان حرکت کرد و اعلام خونخواهی کرد. ابوجعفر به عامل همدان، زهیر الترکی دستور داد که هنگامی که مالک به آن شهر رسید، به او زهر بدهند و اورا بکشند اما مالک این اهداف را رها کرد و به سوی ابوجعفر رفت و ابوجعفر نیز اورا بخشید و اورا بر کارهای جدید گماشت.

### زمانهٔ پس از ابومسلم
با قتل ابومسلم بخش نظامی جنبش که بیشتر از اهالی خراسان بودند به خدمت کامل عباسیان درآمدند و عباساین نیز بین ایرانیان و اعراب تعادل ایجاد کردند تا حدی که ایرانیان در بخش‌های دیوانی و ادرای به مقام‌هایی رسیدندند و حتی در دوره طلایی خلافت وزرا و دیوانیان از ایرانی‌ها بود از جمله خاندان‌های معروفی در مقام وزارت ازجمله خاندان سهل و برامکه.
دسته ای از جنبش‌های اوایل دوران عباسیان که در ایران و مخصوصاً در خراسان و ماوراءالنهر رخ داد، به‌عنوان ابومسلمیه یا خونخواهی ابومسلم شناخته می‌شوند. با اینکه قیام‌های ضداسلامی زیادی به نام ابومسلم برپا شد ولی او به عنوان یک قهرمان اسلامی توصیف می‌شود. همچنین گفته می‌شود که او گرایش‌های زرتشتی داشت اما این احتمال بدین علت است که او از سر ضرورت، مخالف به آفرید بود. قیام ابومسلم، نظر غیر عجم‌ها را نیز به خود جلب کرد. برخی نیز او را شیعه می‌دانند ولی چنین ادعایی مشکوک به نظر می‌رسد. پس از مرگ، او به شخصیتی افسانه ای تبدیل شد و از او به عنوان یک [مسیحا] یاد شد. نام او در قیام اسحاق ترک، سنباد، مُقَنَع و راوندی‌ها برده شده و برخی از رهبران قیام‌ها نیز ادعا کردند که خود او هستند. یکی دیگر از روایات نیز بر این باور است که بابک خرمدین از نوادگان دختری ابومسلم بوده است.
هر یک از این قیام‌های بومسلمیه، انگیزه و هدف‌های خاص خود را داشتند ولی انگیزهٔ مشترک بین شان، خونخواهی ابومسلم بود و ابومسلم در نظر آنان یک قهرمان اسطوره ای بود و حتی گروهی به ربوبیت و گروهی دیگر به امامت او و پس از او، امامت دخترش معتقد بودند و برخی نیز در انتظار ظهور ابومسلم بودند. شالودهٔ فکری این افراد ترکیبی از آیین‌های مرسوم در شرق ایران و ماوراءالنهر، از جمله بودایی، زرتشتی، مانوی، مزدکی و اسلامی بود و اعتقاد به ظهور ابومسلم و منجی بودن او، احتمالاً از عقاید شیعه یا زرتشتی و اعتقاد به تناسخ او نیز از آیین‌های هندی و چینی تأثیر پذیرفته است.
اگرچه بیشتر این قیام‌ها توسط افراد مشهوری صورت گرفت ولی در واقع نشان دهندهٔ احساسات ضد عباسی رعایا و مردم فرودست جامعه بود که همین موجب گستردگی آن شد. از ویژگی‌های شاخص قیام‌های ضد عباسی که نشان دهندهٔ تفاوت آن با قیام‌های ضد اموی است، این بود که طراح اصلی این قیام‌ها، ایرانیان بودند و تعدادشان از جنبش‌های دوران اموی بیشتر بود. در نتیجه زمینه‌های استقلال ایران را به‌صورت تدریجی فراهم آورد.

#### جنبش سنباد
نخستین واکنشی که در برابر کشته شدن ابومسلم رخ داد، جنبش سنباد بود. برخی از مورخان معتقدند که سنباد دوست ابومسلم بود ولی یعقوبی معتقد است که سنباد را گروهی از هواداران ابومسلم که پس از قتل او به خراسان گریخته بودند، تحریک به جنبش کردند. مقدسی نیز نفل کرده است که سنباد مدعی بود جانشین و انتقام جویندهٔ خون ابومسلم است. بلعمی نیز سنباد را یکی از توانگران نیشابور می‌داند که از ابومسلم نواخت دیده بود، بخاطر همین سوگند یاد کرده بود که ثروت و جان خود را صرف خونخواهی ابومسلم کند. طبق کتاب تاریخ ایران از ورود مسلمانان تا برآمدن طاهریان، سنباد پیرو دین زرتشت بود و در زمانی که ابومسلم زنه بود، در دستگاه او مقام سپهسالاری داشت و وقتی که ابومسلم نزد منصور می‌رفت، تمام اموالش در ری را به او سپرد.
سنباد، پیروانش را دور خود جمع کرد. بسیاری از پیروان وی از اهالی ری و طبرستان بودند. آنان به خونخواهی ابومسلم قیام کردند و توانستند بر نیشابور، قومس، ری و قزوین چیره شوند. آنان با شعار احیای آیین قدیم توانستند بسیاری از خرمدینان و زرتشتیان را با خود همراه کنند. سنباد را فیروز اسپهبد نامیدند و او قصد داشت به مکه حمله کرده و کعبه را نابود کند اما منصور سپاهی به فرماندهی جهور بن مرار عجلی را به منظور مقابله با وی فرستاد. این دو در بین شهر همدان و ری باهم درگیر شدند و در نهایت سپاه جهور پیروز شده و پس از هفتاد روز، قیام سنباد سرکوب شد.
عاقبت سنباد نامشخص است. برخی از راویان می‌گویند که سنباد در میدان جنگ کشته شد و برخی دیگر می‌گویند که پس از فرار به طبرستان، در آنجا کشته شد. اعتقادات سنباد، ترکیبی از عقاید کیسانیه و فرقه‌های ابومسلم بود. او معتقد بود منصور ابومسلم را نکشته، زیرا ابومسلم می‌توانست با آوردن نام خدا، تبدیل به کبوتر شود و از مرگ بگریزد؛ در واقع ابومسلم در یک قلعه، همراه مزدک و مهدی پنهان شده و به زودی همراه آنان ظهور خواهد کرد. پس از اینکه جنبش سنباد با شکست مواجه شد، جنبش‌های دیگری نیز شکل گرفت، زیرا اگرچه خلیفهٔ عباسی توانست بر جنبش سنباد پیروز شود ولی نتوانست بر اندیشه‌هایی که مسبب این جنبش بود، فایق آید.

#### راوندیه
فرقه‌های وابسته به ابومسلم، راوندیه خطاب می‌شدند و منظور از راوندیه، کسانی بودند که اعتقاد داشتند امامت از ابراهیم به ابومسلم رسیده است. راوندیه شامل سه فرقه فرعی می‌شد: رزامیه که از نام رزام بن سابق که ایرانی بود، ناشی می‌شد. او می‌گفت پیروزی ابومسلم بر امویان، نمودار روح الوهیت در اوست. هواداران رزامیه به تناسخ معتقد بوده و اندیشه شان این بود که روح ابومسلم پس از مرگش، در جانشینان برحق او حلول یافته است.
گروهی دیگر نیز وجود داشتند که به نام ابومسلمیه یا برکوکیه که در هرات و مرو تشکیل یافتند. آنان معتقد بودند که ابومسلم توسط منصور کشته نشده، بلکه منصور شیطانی را که شبیه ابومسلم بوده، کشته و ابومسلم هنوز زنده است. این گروه در انتظار بازگشت ابومسلم، از انجام تمامی فرایض دینی سرباز زدند.
سومین گروه، حوریریه بودند که از این گروه مطالب کمی در دست است. اگرچه این گروه، از ابومسلم قدردانی می‌کردند ولی همچون دو گروه دیگر، به امامت و الوهیت ابومسلم معتقد نبودند و بیشتر اعتقادشان بر این بود که امامت به دوست ابومسلم، عیسی بن موسی رسیده است.
با تداوم یافتن خونخواهی ابومسلم در میان خراسانی‌ها، در سال ۱۴۱ ه‍. ق، گروهی از راوندیهٔ خراسان به بهانهٔ خونخواهی ابومسلم در هاشمیه در نزدیکی کوفه، دور قصر منصور اجتماع کردند و ادعا می‌کردند که منصور از مقامی الهی برخوردار است. هدف آنان از این کار این بود که به منصور نزدیک شوند و به همان شکلی که منصور غافلگیرانه ابومسلم را کشت، او را بکشند. تعدادی از این افراد دستگیر و زندانی شدند، با حیله ای از زندان گریخته و به قصر خلیفه هجوم بردند ولی سرانجام توسط سپاه منصور سرکوب شدند.

#### اسحاق ترک
دربارهٔ هویت واقعی اسحاق ترک، مطالب مختلفی روایت شده است. یک روایت است که اسحاق ترک از نسل علویان و پسر یحیی بن زید بود که پس از مرگ پدرش، نزد ترکان رفته و پیش آنان پنهان شده بود. روایت دیگر که از نظر التون دانیل نسبتاً معتبر تر است، حاکی از این است که اسحاق فردی بی سواد در ماوراءالنهر بود؛ بنابراین وی ترک نبود، بلکه احتمالاً یهودی یا عرب بود. برخی از روایات نیز حاکی از این هستند که نسب وی به یحیی بن زید می‌رسد. او احتمالاً از این رو خود را اسحاق ترک نامید که در میان ترکان ماوراءالنهر اندیشه‌های ابومسلمیه را نشر می‌داد. افکار اسحاق ترک نیز همچون سنباد بود. او معتقد بود ابومسلم نمرده، بلکه در کوه‌های اطراف ری پنهان شده و در در روز مناسب ظهور خواهد کرد. اگرچه اسحاق ترک به عنوان یک خرمی خوانده می‌شود ولی او در واقع مسبب گسترش جنبشی در سرتاسر آسیای مرکزی شد که از آن به‌عنوان جنبش مبیضه یا سفیدجامگان یاد می‌شود. پرچم سفید این گروه در واقع مخالفتی بود با رنگ سیاه عباسیان که پشتیبان امویان بود یا حرکتی برای بازگشت به سوی سفیدی دین زرتشتی در برابر اسلام.
مشخص نیست که آیا خود اسحاق شورشی علیه عباسیان برپا کرد یا خیر ولی سفید جامگان نیز در میان ارتش‌های خراسانی، هواداری برای خود نیافتند. این شورشیان نیز نتوانستند در خراسان کاری از پیش ببرند و در نهایت توسط ابوداوود، عامل منصور در خراسان سرکوب شدند.

#### استادسیس
برخلاف تمام شورش‌هایی که در این دوران اتفاق افتاد، شواهدی وجود ندارد که گواه این موضوع باشد که استادسیس خود را با ابومسلم پیوند داده باشد. از نحوهٔ شروع این شورش، چهار روایت در دست است: یعقوبی اشاره می‌کند که دلیل شورش استادسیس این بود که می‌خواست به نامزد کردن مهدی به عنوان ولیعهد اعتراض کرده باشد. گردیزی در زین الاخبار اشاره می‌کند که گروهی از وابستگان فرقهٔ به آفرید در بادغیس، خواستار این شدند که تحت نظر مهدی، به اسلام گرایش یابند و به آنان فرصت داده شد که برای تصاحب غنائم، به کابل حمله کنند ولی این افراد، پس از دریافت غنائم، از اسلام بیزاری جسته و به رهبری استادسیس شورش کردند. بلعمی نیز گفته است که استادسیس، از خوارج سیستان بود و پس از مهاجرت به بادغیس، مردم را به شورش خواند، بدین ترتیب مشاهده می‌شود که میان خارجیان سیستان و شورش‌های بادغیس هماهنگی‌هایی وجود داشت؛ اما شواهدی مبنی بر سیستانی بودن استادسیس وجود ندارد. مقدسی نیز اذعان دارد که گروهی به نام غزیه وجود داشت که احتمالاً از قبایل متحد ترک اغوز بودند که این نشانگر این است که این شورش پایگاهی محکم در میان روستاییان بادغیس داشت.
تاریخ دقیق این شورش نامشخص است ولی چیزی که مشخص است، این است که به محض برپا شدن این شورش، به سرعت گسترش یافت. تعداد کسانی که به این شورش پیوستند سیصد هزار نفر ذکر شده است که بیشتر این افراد از اهالی سیستان و خراسان بودند. سرانجام منصور عباسی، خازم بن خزیمة (طبق نظر بلعمی، حُمَید بن قحطبة) را به نیشابور فرستاد تا به مهدی برای سرکوب کردن شورش کمک کند. در نهایت با حیله ای که خازم از آن بهره برد، توانست هفتاد هزار شورشی را سرکوب و چهارده هزار نفر را به عنوان اسیر بگیرد. اگرچه استادسیس و یاران نزدیکش به کوه‌های پیرامون گریختند ولی در نهایت در محاصرهٔ خازم گیر افتادند.

#### المقنع
این شورش از مشهورترین شورش‌هایی بود که رخ داد. مقنع از مردم بلخ بود که بعدها به روستایی در پیرامون مرو و احتمالاً خازه رفت. نام او احتمالاً هاشم بن حکیم بود و مقنع، نام مستعار وی بود که به دلیل اینکه او چهرهٔ خویش را با نقابی از ابریشم سبز یا پوششی زرین می‌پوشاند، به او نسبت داده شده بود. دربارهٔ او گفته شده که در جنگی یک چشمش کور شد و به همین دلیل از آن پس از نقاب سبز را استفاده می‌کرد؛ اما طرفداران وی که برای او مقامی الهی قائل بودند، می‌گفتند چون مقام خدایی را نمی‌توان دید، او چهره اش را می‌پوشاند. مقنع از سرداران ابومسلم بود و ده سال بعد در ماوراءالنهر به خونخواهی ابومسلم قیام کرد و برخلاف عباسیان که از جامهٔ سیاه استفاده می‌کردند، از جامه و پرچم سفید استفاده کردند.
در ابتدا فعالیت‌های مقنع، در شکل یک شورش دینی سیاسی رخ داد و طی این شورش، وی خود را پیامبر خواند و به همین دلیل توسط منصور بازداشت و در بغداد زندانی شد؛ ولی پس از اینکه از زندان آزاد شد و به مرو بازگشت، این بار به جای ادعای پیامبری، ادعای خدایی کرده و مدعی بود که می‌تواند مردگان را زنده کند و پیروان خود را به بهشت بفرستد. حتی به وی یک سری معجزاتی نسبت داده شده است، مثل ماه مقنع یا ماه نخشب که در واقع مقنع با استفاده از شعبده و علم ریاضی و انعکاس نور ماه، صورتی از ماه را که از چه بالا می‌آمد، ساخت. در برخی منابع نیز آمده که وی معتقد بود روح ابومسلم در او حلول و تناسخ یافته است. تقریباً همهٔ روستاهای سغد و بخارا به این جنبش پیوستند و ترکان زیادی نیز در جنبش با مقنع همراه شدند. شورش به قدری شدت گرفت که بسیاری از مردم نزد مهدی رفتند و او را قانع کردند که خطر نابودی اسلام نزدیک است و ممکن است آیین مقنع جهانگیر شود. بدین ترتیب جنگی میان شورشیان و سپاه عباسی به فرماندهی نعیم بن سهل صورت گرفت و شورشیان شکست خوردند.
شورشیان به قلعهٔ سنام رفتند و در آنجا پناه گرفتند و سعید الحرشی، فرماندهٔ ارتش دشمن، قلعه را محاصره کرد. برخی از شورشیان درخواست صلح کردند و سعید پذیرفت؛ ولی خیلی از افراد به شورش پایبند ماندند. مقنع نیز که دریافت راه گریزی وجود ندارد، خودکشی کرد. برخی می‌گویند او آتشی بزرگ برپا کرده و اعلام کرد هر کس خواستار رفتن به بهشت است، به همراه او، خود را به آتش افکند؛ در این راه، خانوادهٔ وی و نزدیکانش او را همراهی کرده و خود را به آتش افکندند و وقتی قلعه توسط سعید تسخیر شد، خالی بود. روایت دیگری نیز وجود دارد که مقنع و زنانش همگی زهر نوشیدند. روایت دیگر، حاکی از ترکیب این دو رویداد است و از یکی از همسران مقنع که زنده ماند، نقل شده است که مقنع به همسرانش زهر نوشانید و خود را به تنوری افکند و گفته بود که می‌رود تا از آسمان، فرشتگان را بیاورد تا دین خویش را بازآورد. روایت دیگر نیز حکایت کرده که او نابود شد و بازماندهٔ پیکرش را در تنور پیدا کردند و نزد مهدی فرستادند.

#### محمره
اطلاعات دربارهٔ این گروه بسیار ناچیز است اما تنها چیزی که مشخص است، این است که محمره به گروهی گفته می‌شد که از سرخ جامگان بودند و ریشه این گروه، به خرمیه می‌رسید یا از متحدان خرمیه بودند. در سال ۱۶۲ ه‍. ق، گروهی از این فرقه به رهبری فردی بنام عبدالقهار در جرجان شورش کردند و پس از کشتار زیاد، بر جرجان چیره شدند. شعار آنان این بود که می‌گفتند: «ابومسلم زنده است. بر ماست که که ملک را باز پس گیریم و بدو بازگردانیم.» این سرکشی با لشکری از طبرستان توسط فردی بنام عمر بن العلاء که در ری قصابی می‌کرد، سرکوب شد؛ با این حال، محمره بار دیگر در سال ۱۷۹ ه‍.ق شورش کردند. بنا بر روایات، این دفعه، عمرو بن محمد العمرکی آنان را برانگیخته بود؛ اما در نهایت وی به عنوان یک زندیق، به دستور هارون الرشید در مرو اعدام شد.

#### بابک خرمدین
کامل‌ترین شرح زندگی بابک، توسط واقد بن عمرو تمیمی نگارش شده است. نام بابک در همهٔ منابع آمده است؛ اما مسعودی نیز اظهار دارد: «نام بابک حسن بود» اظهارات مربوط به اصل و نسب و پیشینه او نامشخص و متناقض و گاهی باورنکردنی است. نام پدر او مرداس یا عبدالله بوده و مادرش نیز به نقل از فصیح، زنی یک چشم به نام ماهرو از روستایی از آذربایجان بود. ممکن است از یک سو داستان‌های عبدالله و مطر دلالت بر این داشته باشد که پدر بابک با این زن رابطه نامشروع داشته است، اما از سوی دیگر دینوری می‌گوید: «آنچه به نظر ما درست و اثبات شده، این است که بابک فرزند مطهر پسر فاطمه، دختر ابومسلم بود و فرقهٔ فاطمیه خرمیان نیز نام خود را از این فاطمه گرفته‌اند نه از فاطمه دختر پیامبر خدا.» در مروج الذهب مسعودی، بابک صرفاً به عنوان یکی از گروه فاطمیه حُرمی‌ها توصیف شده است.
بابک به ارتش فردی به نام جاویدان پیوست و پس از مرگ او، از سوی همسر جاویدان به عنوان جانشین او برگزیده شد. بابک پس از اطمینان از اطاعت افراد جاویدان، مدعی شد که طبق آخرین وصیت جاویدان در شب قبل، روح او به محض مرگ وارد بدن بابک شده و با روح او آمیخته شده است و هر کسی که با این وصیت نامه، مخالفت کند، باید تکفیر شود. همهٔ حاضران به مأموریت جاویدان نسبت به مرد جوان اذعان داشتند و بنا به درخواست همسر جاویدان، قسم یاد کردند که همان گونه که با روح جاویدان بیعت کرده بودند، با روح بابک نیز بیعت کنند. سپس بیوه جاویدان در مراسمی ساده در حضور همگان با بابک ازدواج کرد.
بابک، پیروان خود را به نفرت از اعراب و قیام علیه حکومت خلیفه تحریک کرد و به تدریج جمعیت زیادی به او پیوستند. در بیشتر منابع، آغاز شورش بابک در زمان سلطنت مأمون ذکر شده است، یعنی زمانی که خرمی‌ها شروع به نفوذ به نواحی مجاور و ایجاد ناامنی در آذربایجان کردند. مأمون پس از نقل مکان به عراق و پس از برخورد با مخالفان بغداد، چندین ارتش برای مبارزه با بابک اعزام کرد ولی جملگی شکست خوردند. از این رو، خطر خرمیان، معتصم را در هنگام به خلافت رسیدن و به ویژه هنگامی که در اواخر همان سال، تعداد زیادی از مردان جبال به همدان رفتند، نگران کرده بود. برای مقابله با آن‌ها، معتصم ارتشی را فرستاد. در نبردی در نزدیکی همدان، چند هزار نفر خرمی کشته شدند، اما تعداد زیادی به قلمرو بیزانس گریختند، بعداً از آنجا بازگشتند تا شورش خود را از سر بگیرند.
در پایان، این شورش، توسط سپاهیان افشین که فرماندهٔ سپاه عباسی که ایرانی و اهل استروشنه بود، سرکوب شد و بسیاری از یاران بابک در کوه‌ها پراکنده شدند و فرار کردند. خود بابک نیز به همراه تعدادی از اعضای خانواده و چند تن از رزمندگانش در مسیرهای کوهستانی به سمت ارمنستان حرکت کردند؛ اما در نهایت بابک توسط افشین دستگیر شده و به اسارت برده شد و در سامرا به دار آویخته شد.

#### سیاه جامگان بعد از ابومسلم
ابومسلم که به فرمان ابوجعفر و به دست عثمان بن نهیک، شبیب بن واج مروروذی، ابوحنیفه حرب بن قیس کشته شد که از میان آنها عثمان و شبیب جز فرماندهان سیاه جامگان بودند. حتی قحطبه که به ابومسلم کمک می‌کرد در ماجرای قتل با ابوجعفر ابراز همدلی کرد. فرد دیگری به نام ابوداوود خالد بن ابراهیم که برای وعده گرفتن امور خراسان بعد از مرگ ابومسلم سکوت کرد. همچنین مالک بن هیثم خزاعی فرمانده سپاه ابومسلم که تا آخر به ابومسلم وفادار ماند بعد از کشته شدن او ابراز وفاداری به ابوجعفر کرد. در مجموع می‌توان گفت که برای این قتل هیچ واکنش از سیاه جامگان به عمل نیامد و کسانی که در سالهای بعد سر به خونخواهی ابومسلم برداشتند هیچ‌کدام از اعضای سیاه جامگان نبودند. این موضوع نشان می‌دهد که ابومسلم در این مدت سرپرستی نفوذ چندانی میان افراد پیدا نکرده بود به همین دلیل در ماجرای قتل ابومسلم افراد را برانگیخته نشدند.

### میراث
هدف ابومسلم از نظر برخی مورخان برقراری حکومت ملی-ایرانی برای انتقام گرفتن از اعراب و احیای حکومت ایرانی بوده اما از نظر اشپولر این موضوع حس ملی ایرانی بودن ابومسلم را نشان نمی‌دهد یا اگر حس ملی‌گرایی بوده تضعیف شده بوده زیرا عملکرد او نسبت به ایرانیان مانند ابوسلمه و به آفرید این موضوع را نشان می‌دهد که ابومسلم از هیچ تلاشی برای عباسیان مضایقه نمی‌کرده.
به عقیدهٔ مارکوس گراس، اسلام‌شناس، این احتمال وجود دارد که زندگی ابومسلم خراسانی در تهیهٔ سیره‌های نبوی (زندگینامهٔ محمد، پیامبر اسلام) به عنوان الگوی اولیه استفاده شده باشد. او فرماندهٔ نظامی موفقی بوده که در جنگ‌های بزرگی، از جمله شورش علیه بنی امیه، حضور داشته که می‌توانسته مبنای روایات جنگ‌های محمد باشد. از سویی، ابومسلم دختری به نام فاطمه داشته که نوادگانش به دلیل نسل بردن از او برای خود جایگاهی سیاسی-دینی قائل بودند که شباهت‌هایی با فاطمه دختر محمد دارد. همچنین ابومسلم جماعتی مخفی را رهبری می‌کرده که در نوع خود شبیه به «انصار» در سرگذشت محمد هستند.
شورش عباسیان که ابومسلم بدان پیوست، صرف نظر از دلیلی که او برای پیوستن به این شورش داشت، موجب احیای فرهنگ ایرانی شد که مدت‌ها بر حکومت خلیفه تسلط داشت. همچنین مقدمه ای برای ظهور سلسله‌های محلی شد. زندگی ابومسلم، داده‌هایی برای حماسه‌های افسانه ای فراهم کرد؛ مثلاً اخبار ابی مسلم صاحب الدعوة که توسط ابوعبدالله محمد بن عمران مرزبانی نگارش شد و ابومسلم نامه که توسط ابوطاهر طرسوسی نوشته شد. نام و یاد ابومسلم پس از مرگش نیز در ذهن یارانش که روستایی بودند، باقی ماند و روستاییان دور هرکسی که برای خونخواهی ابومسلم قیام می‌کرد، جمع می‌شدند. بنابراین یکی از میراث‌هایی که ابومسلم از خود بر جای گذاشت، جنبش‌هایی بود که پس از وی رخ داد؛ اما از بین این جنبش‌ها، از جنبش بابک خرمدین در منابع روایات بیشتری مشاهده می‌شود. نتیجهٔ جنبش بابک بر موارد زیادی تأثیر گذاشت؛ یکی از این تاثیرها بر فرمانروایان ارمنستان و گرجستان و شروان بود که اغلب خراج شان را به خلیفه می‌پرداختند ولی پس از این که بابک شورش کرد، بسیاری از این افراد به عراق تبعید شدند و بدین ترتیب راه برای روی کار آمدن دودمان‌های جدید باز شد.
برخی از آثار عمرانی نیز به ابومسلم نسبت داده شده است و گفته شده وقتی که او به حج رفت، چاه‌های راه مکه را مرمت کرد؛ مسجد جامع نیشابور را ساخت و در مرو نیز، مسجد، بازار و دارالامارة ای ایجاد کرد. همچنین ساختمان و برج‌های گرداگرد سمرقند نیز به او نسبت داده شده است. طبق گفتهٔ بارتولد، عامهٔ مردم سمرقند بر این باور بودند که تأسیسات آب شهر سمرقند را نیز ابومسلم تعبیه کرده و هنوز هم یکی از نهرهای بزرگ این شهر را به نام وی، کام ابومسلم می‌خوانند. بنا به روایت یاقوت حموی، در زمان صفویان نیز مردم در نیشابور قبری را به نام ابومسلم نشان کرده و به مزار آن برای زیارت می‌رفتند و اورا چنان بزرگ می‌پنداشتند که داستان‌های مذهبی را نیز به او نسبت می‌داده و می‌گفتند امام علی بشارت ظهور او را داده است. طبق کتاب مجمل التواریخ، میراث دیگری که از ابومسلم بر جای ماند، شهرت وی و پنج دختر خدمتکار بود. منابع دیگر نیز از برادر ابومسلم به نام یسار بن عثمان و دو دختر او به نام‌های فاطمه و اسماء یاد کرده‌اند.
بی شک ابومسلم یک سیاستمدار زیرک بود و ثمره قیام وی اینگونه شد که فرهنگ و تمدن ایرانی چنان در فرهنگ عبسیان وارد شد و آمیخته شد و منجر شد تا بعدها ایرانیان به استقلال دست پیدا کنند.

### منش و حیات فردی
با اینکه از ابومسلم همواره به عنوان فردی نظامی یاد شده ولی وی در تحصیل به علم کوشا بود و در کودکی با فرزندان آل معقل تحصیل می‌کرد. ابومسلم به عنوان فردی قد کوتاه و سبزه رو توصیف می‌شود که به ندرت احساسات خود را بروز می‌داد. او احتمالاً تحصیلات خوبی داشت و به زبان‌های عربی و فارسی مسلط بود، زیرا سخنان فصیح زیادی به وی منسوب شده است. از او به عنوان فردی سخاوتمند، مدبر، دولتمرد، جوانمرد، و جاه طلب یاد می‌شود ولی به دلیل اینکه نسبت مخالفانش سختگیری‌های زیادی داشت، از او انتقاد می‌شود، زیرا او با کوچک‌ترین حرکتی، مردم را اعدام می‌کرد.
ابومسلم به‌طور خلاصه، شخصی توصیف شده که به ندرت احساسات نشان می‌داد. به نظر می‌رسد که او تحصیل‌کرده بوده و عربی و پارسی را نیک می‌دانسته (با قضاوت از روی شیوایی سخنانی که منتسب به اوست). او را بخشنده، چاره‌جو و خوش‌فکر، دارای رفتار سیاستمدارانه، رادمرد و بلندهمت توصیف کرده‌اند، اما او را به خاطر سختگیرانه بودن نسبت به مخالفان نکوهش کرده‌اند که افراد را با کمترین کار فتنه‌انگیزانه‌ای اعدام می‌کرد.
ابن خلکان، ابومسلم را چنین توصیف کرده است: او زیبا و شیرین بود. دارای قد کوتاه، پوست سبزه و صاف، چشمان درشت، پیشانی پهن، ریش نیکو، موی بلند و کمر فراخ بود. لحن صدایش کم بود. عربی و فارسی را شیوا و روان صحبت می‌کرد. منطق زیبایی داشت، راوی شعر بود، چیزهای زیادی می‌دانست، جز در زمان مناسب نمی‌خندید و به ندرت اخم می‌کرد. پیروزی‌های بزرگ به او می‌رسد و اثری از لذت بر او ظاهر نمی‌شود. بلای سخت بر او نازل می‌شود و افسردگی در او دیده نمی‌شود. اگر عصبانی بود، خشم او را تحریک نمی‌کرد… فقط سالی یک بار نزد زنان می‌آمد (اشاره به کنترل نفس و مشغله در مسئولیت‌های زمامداری).
ابومسلم پس از مرگ تبدیل به شخصیتی افسانه‌ای شد و گاهی به عنوان مسیح پنداشته می‌شود. نام او در شورش‌های اسحاق ترک، سنباد، مقنع، و راوندیان زنده شد و برخی از رهبران جنبش‌ها حتی ادعا می‌کردند که خود او هستند. برای نمونه ادعا می‌شد که بابک خرمدین از نوادگان دختر ابومسلم است. عاقبت گروه‌های گوناگونی (رضامیه، ابومسلمیه، برکوکیه) پدید آمدند که به امامت ابومسلم یا الوهیت او یا ظهور مجدد او باور داشتند.
پیشه ابومسلم، زمینه مورد نیاز برای آفرینش حماسه برای او را فراهم کرد. اخبار ابی مسلم صاحب‌الدعوه از ابوعبدالله محمد بن عمران مرزوبانی و ابومسلم‌نامه از ابوطاهر ترسوسی دو تا از این حماسه‌ها هستند. در ابومسلم‌نامه که به زبان پارسی است و ترجمهٔ ترکی آن، تخیل نویسنده و ذوق بازگویان این حماسه در درازنای سده‌ها، او را تبدیل به پاسدار حق و سرکوب‌کننده خودکامگی و بیدادگری ساخته است. او به عنوان یک معجزه‌گر، مورد عنایت پیامبر و وفادار به خاندان علی توصیف شده است. او صریحاً با بکتاشیان همباز شده؛ در دیر آنان یک تبر کوچک (سلاح ویژه او) از دیوار آویزان شده است. ابومسلم در میان ازبک‌ها، ترکمانان آسیای مرکزی و در کوه‌نشینان داغستان به عنوان یک قهرمان نگریسته می‌شود. دیدگاه‌ها دربارهٔ هدف نهایی ابومسلم در انقلاب عباسی متفاوت است.
برخی ادعا می‌کنند که او آرزو داشت یک حکومت ملی ایرانی برقرار سازد و اینکه او با ملبس به طغیان دینی با بنی‌امیه جنگید تا خلافت را در دست گیرد. برخی دیگر انگیزه او را مذهبی ناب و خالی از فحواهای قومی می‌دانند. می‌توان این‌گونه گفت که او خیلی ساده می‌خواسته بنی‌امیه را نابود کند و اینکه جنبه‌های اجتماعی و سیاسی انقلاب او پررنگ‌تر از جنبه‌های مذهبی بودند؛ شاید او در نهایت تبدیل به دشمن عباسیان نیز می‌شده است. در هر صورت، شورش او زنده‌کننده فرهنگ ایرانی بود که برای مدت زیادی بر دولت خلیفه چیره بود. شورش او همچنین سرآغاز برخاستن سلسله‌های محلی ایرانی بود.